# 9. April
Der 9. April ist der 99. Tag des gregorianischen Kalenders (der 100. in Schaltjahren), somit bleiben 266 Tage bis zum Jahresende.

## Ereignisse

### Politik und Weltgeschehen
- 0193: Die Truppen in Pannonien rufen Septimius Severus als Gegenkaiser zu Didius Julianus aus. Er ist damit der dritte Kaiser des zweiten Vierkaiserjahres im Römischen Reich.
- 1217: Peter von Courtenay wird in Rom von Papst Honorius III. zum Kaiser des Lateinischen Kaiserreichs von Konstantinopel gesalbt. Er übt seine Herrschaft jedoch keinen einzigen Tag aus, da er auf dem Weg nach Konstantinopel festgesetzt und bis zu seinem Tod gefangen gehalten wird.

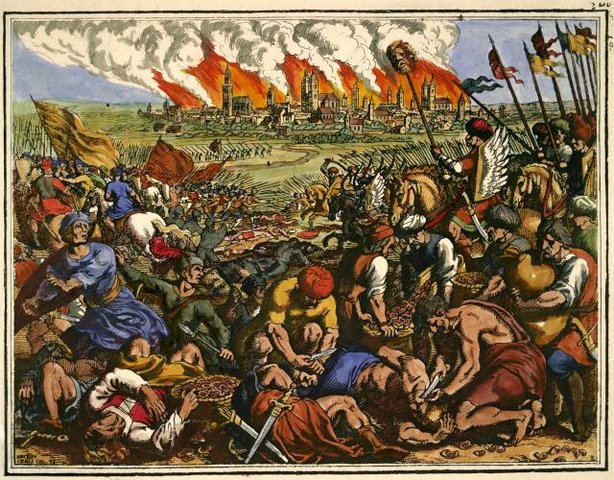
1241: Schlacht bei Liegnitz

- 1241: In Schlesien gelingt der Goldenen Horde in der Schlacht bei Liegnitz ein vernichtender Sieg gegen ein deutsch-polnisches Ritterheer unter Piastenherzog Heinrich dem Frommen, der im Kampf fällt. Trotz des Sieges stoßen die Mongolen aber nicht weiter nach Europa vor.
- 1388: Die Bewohner von Glarus verteidigen sich in der Schlacht bei Näfels, der letzten Schlacht des Sempacherkrieges, erfolgreich gegen einen Angriff der Habsburger. Glarus steigt damit zu einem gleichberechtigten Mitglied der Acht Alten Orte der Eidgenossenschaft auf.

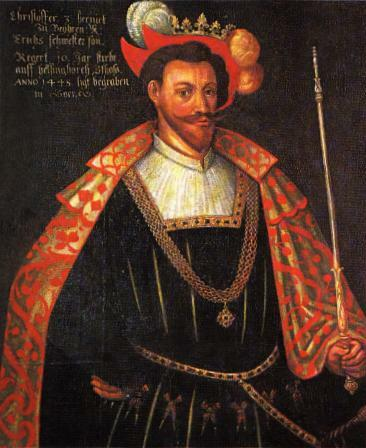
1440: Christoph III.

- 1440: In Viborg wird Christoph von Pfalz-Neumarkt als Nachfolger seines abgesetzten Onkels Erik VII. zum dänischen König Christoph III. gekrönt.
- 1454: Francesco I. Sforza und die Republik Venedig schließen in der lombardischen Stadt Lodi den Frieden von Lodi. Venedig erkennt Francesco als Herzog von Mailand an und erhält dafür die Stadt Crema. Der Fluss Adda wird damit für lange Zeit Grenzfluss zwischen den beiden Stadtstaaten.
- 1486: In Aachen wird Maximilian I. noch zu Lebzeiten seines Vaters Friedrich III. zum römisch-deutschen König gekrönt.
- 1609: König Philipp III. von Spanien unterzeichnet ein vom Herzog von Lerma vorbereitetes Edikt, das die Ausweisung aller Morisken aus Spanien anordnet. Den Betroffenen bleiben für die Ausreise nur drei Tage.
- 1682: Zwei Tage nach Erreichen der Mississippi-Mündung nimmt der französische Entdecker Robert Cavelier de La Salle alle Gebiete, die an den Mississippi grenzen, für die französische Krone in Besitz und nennt die damit neu gegründete Kolonie zu Ehren von Ludwig XIV. Louisiana.
- 1809: Der Fünfte Koalitionskrieg beginnt: Das Kaisertum Österreich erklärt Frankreich und dessen Verbündeten, dem Königreich Bayern, den Krieg. Bereits am nächsten Tag dringt die von Erzherzog Karl von Österreich-Teschen befehligte Armee ins Nachbarland ein.

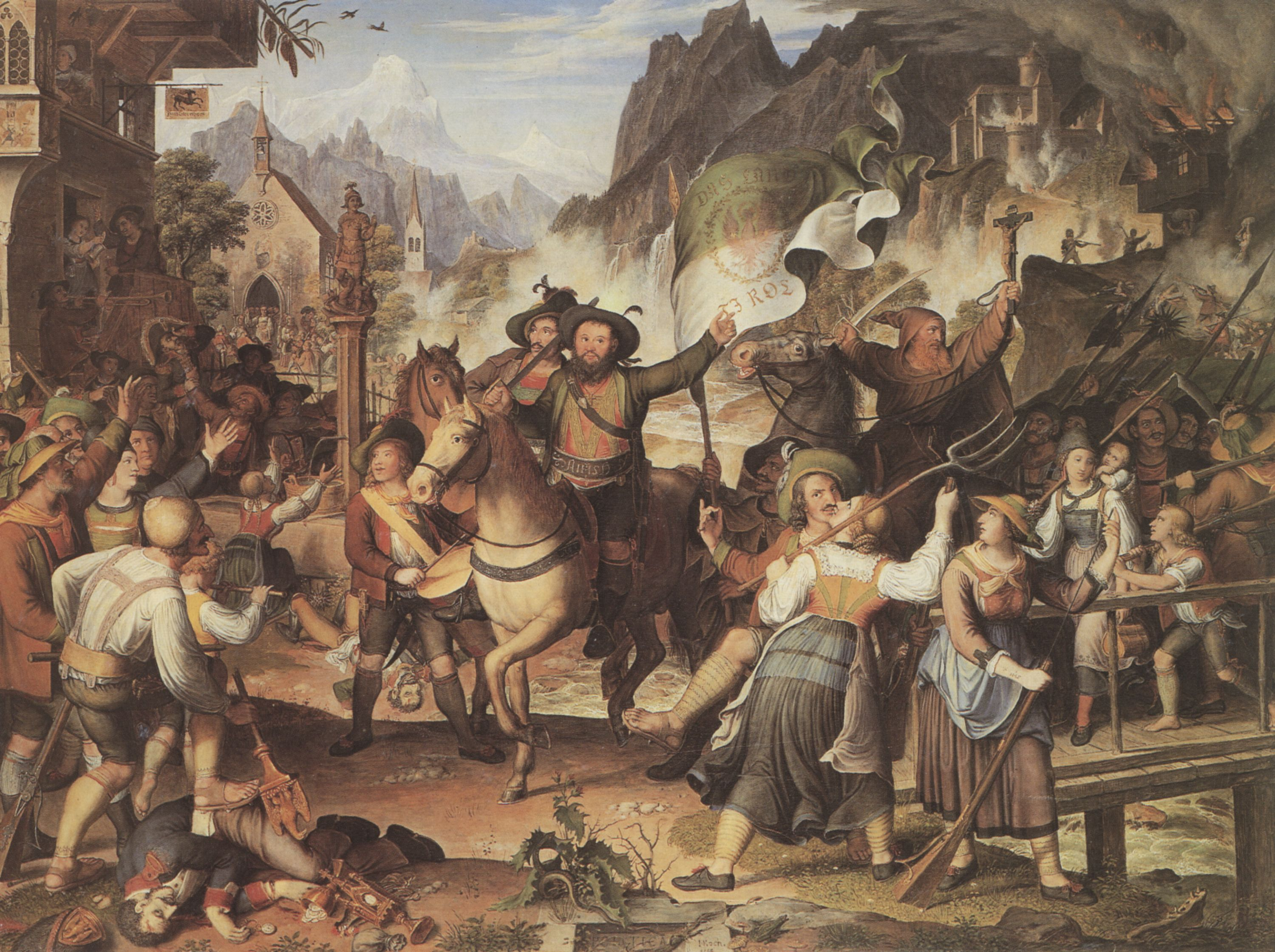
1809: Tiroler Landsturm

- 1809: Die Zwangsaushebung von Rekruten für die bayerische Armee im seit dem Dritten Koalitionskrieg unter bayerischer Herrschaft befindlichen Tirol löst von Innsbruck ausgehend einen Aufstand aus, dessen Führung Andreas Hofer, Josef Speckbacher und Joachim Haspinger übernehmen.
- 1834: Lohndumping und die harte Bestrafung mehrerer Streikführer führen in Lyon zum zweiten Aufstand der Seidenweber. Die Seidenweber fordern republikanische Verhältnisse und datieren ihre Forderungen nach dem Französischen Revolutionskalender. Der Aufstand wird innerhalb einer Woche blutig von der Armee niedergeschlagen.
- 1864: Während des Sezessionskrieges erleiden die Konföderierten eine Niederlage in der Schlacht bei Pleasant Hill.

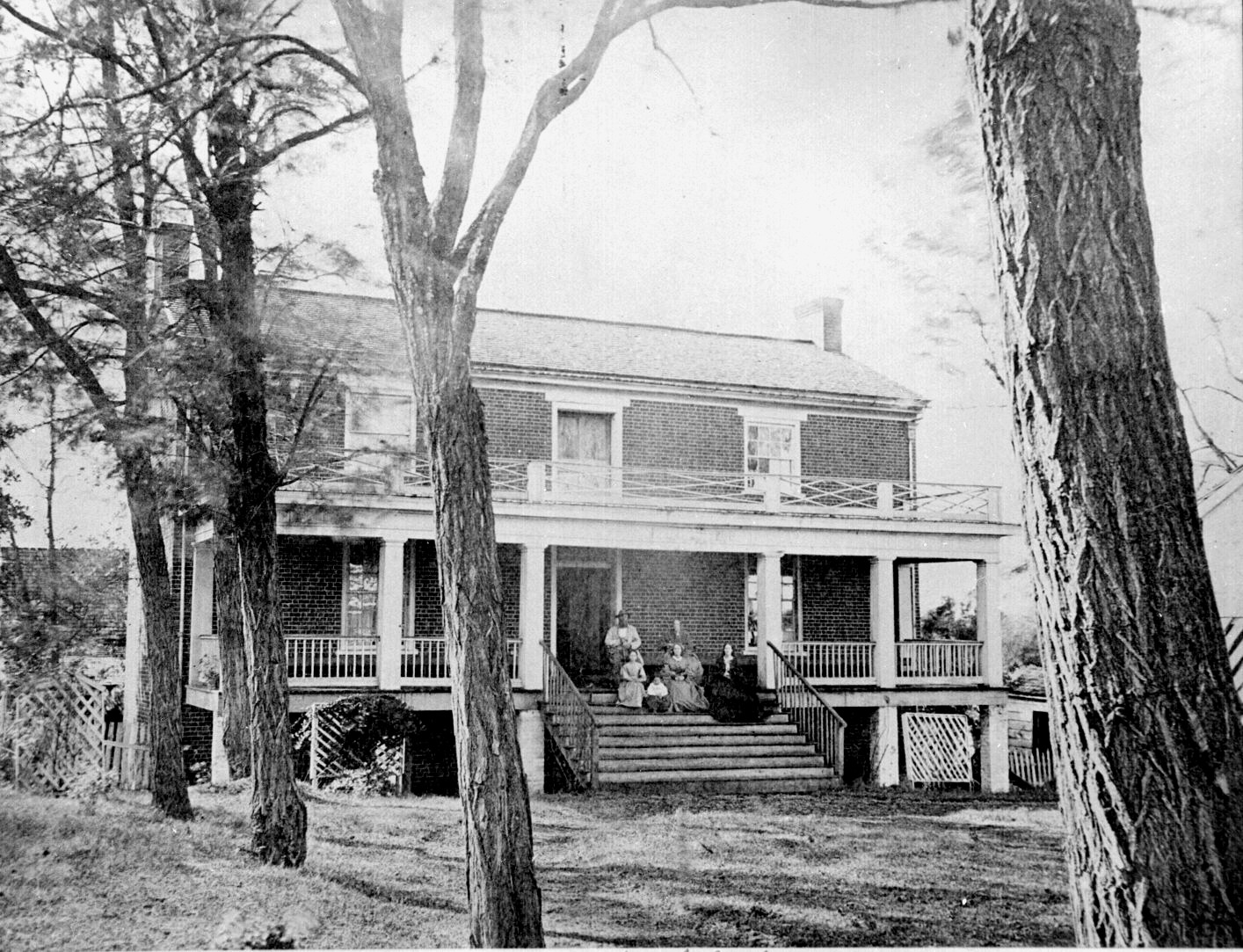
1865: Das McLean-Haus

- 1865: Im Appomattox-Feldzug kommt es zur letzten Aktion der Army of Northern Virginia im Amerikanischen Bürgerkrieg: Im Gefecht bei Appomattox Court House in Virginia besiegen die Army of the Potomac und die Army of the James der Union die Truppen der Konföderation. Im Haus des Farmers Wilmer McLean nahe dem Appomattox Court House kapituliert Robert E. Lee, der kommandierende General der Konföderierten, noch am gleichen Tag.
- 1866: Gegen das Veto von Präsident Andrew Johnson beschließt der Kongress der Vereinigten Staaten den Civil Rights Act von 1866, der allen in den Vereinigten Staaten Geborenen unabhängig von der Hautfarbe das Bürgerrecht gewährt. Ziel ist der Schutz der ehemaligen Sklaven in der Zeit der Reconstruction. Ausgenommen von der Regelung sind die Indianer, die keine Steuern zahlen.
- 1867: Der Senat der Vereinigten Staaten genehmigt den am 30. März geschlossenen Alaska Purchase, den Kauf des bisherigen Russisch-Amerika von Russland für 7,2 Millionen Dollar.
- 1891: Mit Unterstützung von Carl Peters konstituiert sich in Berlin der Allgemeine Deutsche Verband. Er will vaterländisches Bewusstsein beleben sowie deutsche Interessen- und Großmachtpolitik auch im Ausland fördern.
- 1900: Durch das Gesetz betreffend die Bestrafung der Entziehung elektrischer Arbeit wird Stromdiebstahl in Deutschland als Vergehen strafbar.
- 1912: Mit dem United States Children’s Bureau wird die weltweit erste nationale Regierungsbehörde gegründet, die sich ausschließlich um die Fürsorge für Kinder und ihre Mütter kümmert.
- 1919: Ein Aufstand in der französischen Schwarzmeerflotte gegen die Intervention in Sowjetrussland beginnt.

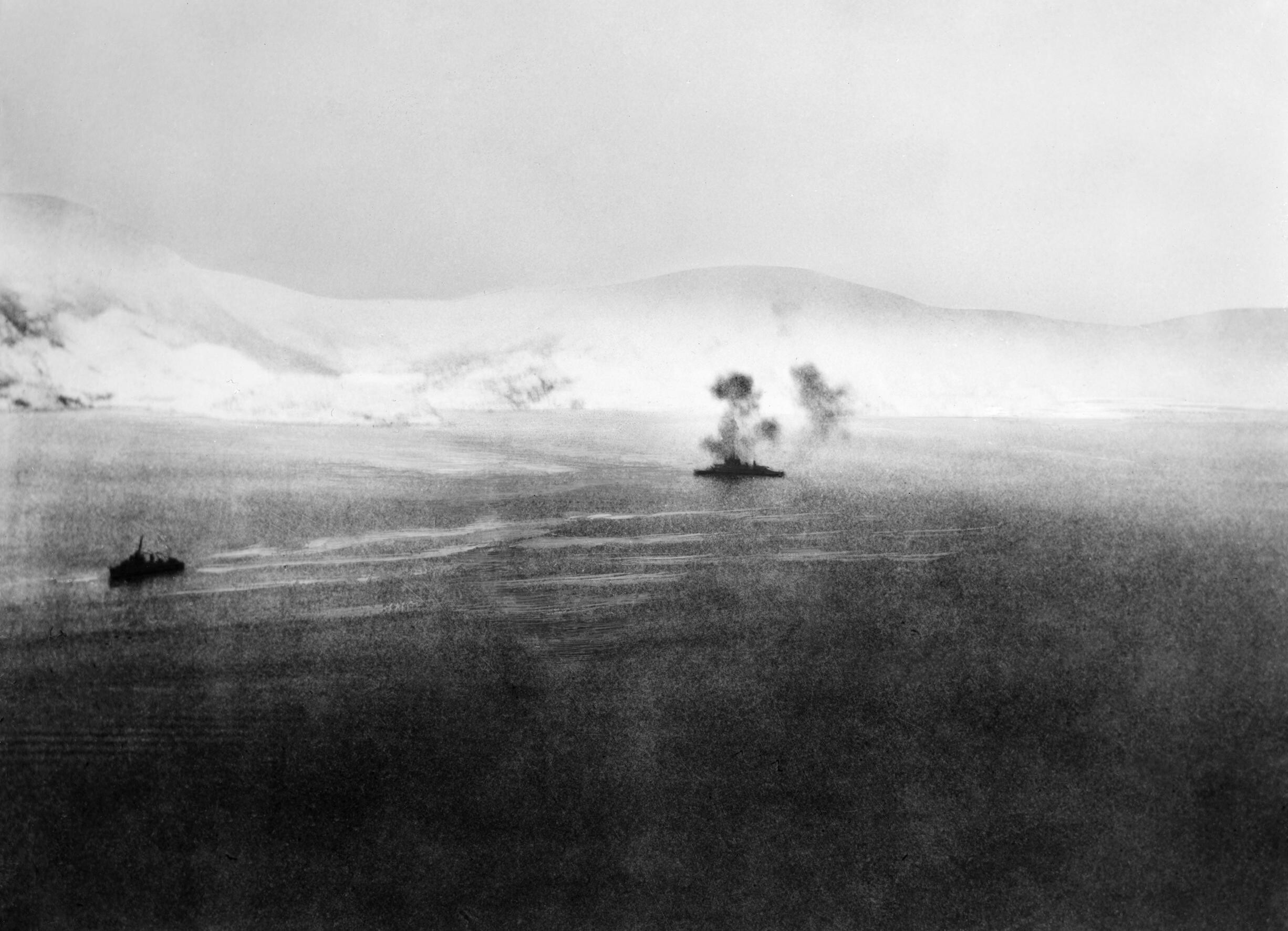
1940: Schlacht um Narvik während der Operation Weserübung

- 1940: Die deutsche Wehrmacht beginnt das Unternehmen Weserübung, die Invasion der beiden neutralen Länder Dänemark und Norwegen im Zweiten Weltkrieg. Dabei beginnt auch die Schlacht um Narvik, die mit der Eroberung Narviks durch die Deutschen enden wird.

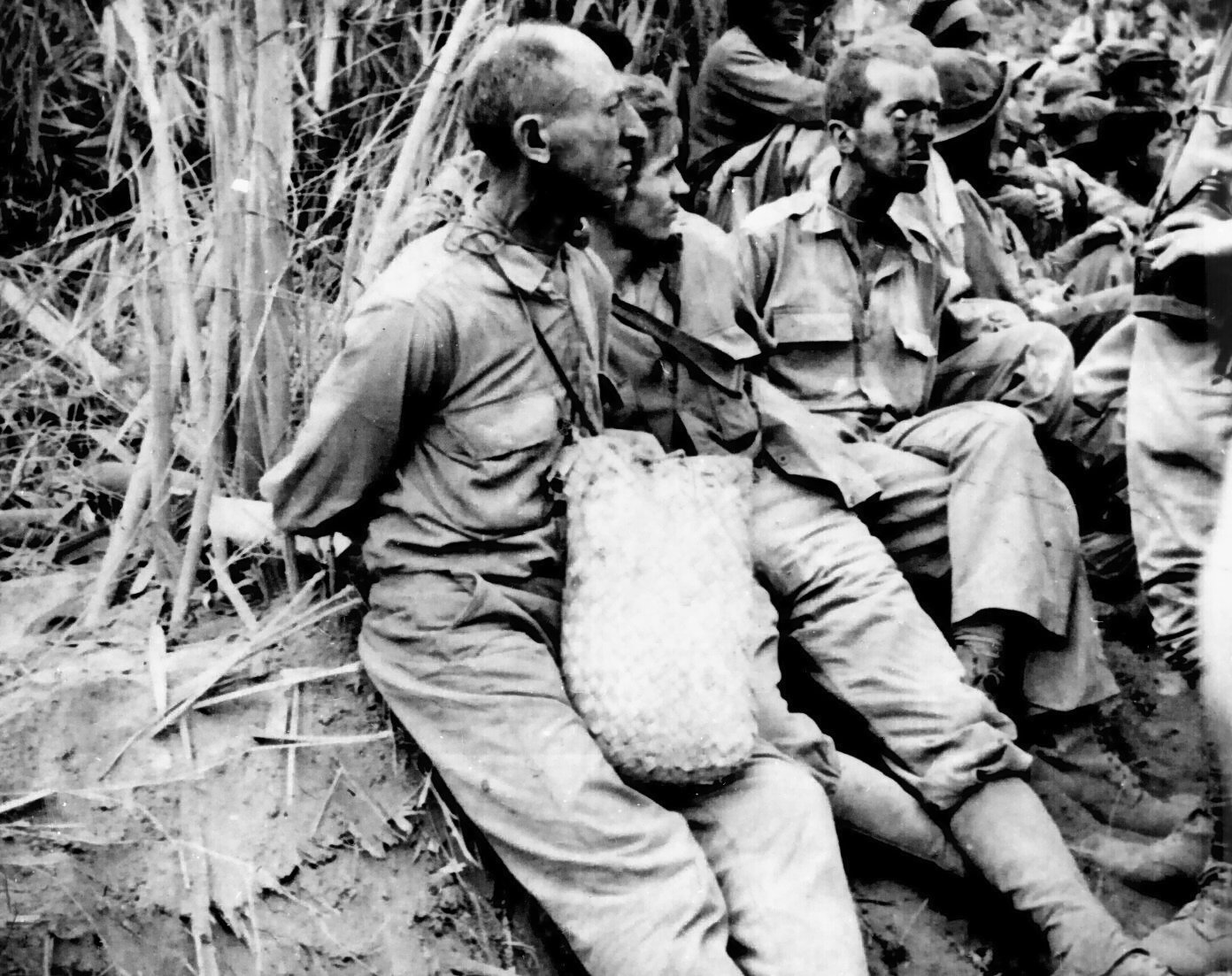
1942: Gefangene während des Todesmarsches

- 1942: Die japanische Armee unter Homma Masaharu erobert im Pazifikkrieg die philippinische Halbinsel Bataan, die letzte Rückzugsmöglichkeit der Amerikaner in der Schlacht um die Philippinen. Da die Japaner sich mit einer riesigen Zahl an Kriegsgefangenen konfrontiert sehen, beginnt der Todesmarsch von Bataan, der 16.000 Amerikaner und Filipinos das Leben kostet.
- 1945: Mit einem Großangriff auf das Mineralölwerk Lützkendorf endet die „Öl-Offensive“ der Alliierten gegen die deutschen Hydrierwerke und Raffinerien in der Nacht vom 8. zum 9. April.
- 1945: In der Endphase des Zweiten Weltkriegs werden im KZ Flossenbürg die Widerstandskämpfer Dietrich Bonhoeffer, Wilhelm Canaris, Ludwig Gehre, Hans Oster, Karl Sack und Theodor Strünck gehängt. Am gleichen Tag werden Georg Elser im KZ Dachau sowie Hans von Dohnanyi im KZ Sachsenhausen hingerichtet.
- 1945: Die Schlacht um Königsberg endet mit der Kapitulation der von Otto Lasch kommandierten deutschen Garnison vor den sowjetischen Truppen.
- 1945: Die Alliierten starten ihre Schlussoffensive in Oberitalien.
- 1948: In Kolumbiens Hauptstadt Bogotá wird der populäre Politiker Jorge Eliécer Gaitán von dem vermutlich geistig verwirrten Juan Roa Sierra ermordet, was in der Folge zu La Violencia, jahrelangen bürgerkriegsähnlichen Unruhen im Land, führt.
- 1948: Die zionistischen Untergrundorganisationen Irgun Zwai Leumi und Lechi unter dem Kommando von Menachem Begin ermorden als Reaktion auf den UN-Teilungsplan für Palästina beim Massaker von Deir Yasin im Palästinakrieg einen Großteil der palästinensischen Dorfbevölkerung. Sie tragen damit maßgeblich zum palästinensischen Exodus bei.
- 1963: Winston Churchill erhält als erster Ausländer die US-amerikanische Ehrenstaatsbürgerschaft.
- 1989: In der georgischen Hauptstadt Tiflis versammeln sich Demonstranten vor dem Parlamentsgebäude und fordern den Austritt Georgiens aus der UdSSR. Die sowjetischen Streitkräfte lösen die Kundgebung mit äußerster Brutalität auf. 16 Menschen werden erschlagen oder durch das eingesetzte Giftgas getötet. Mehr als 100 Menschen werden teils lebensgefährlich verletzt.
- 1991: Georgien, bisherige Teilrepublik der Sowjetunion, erklärt unter Swiad Gamsachurdia seine Unabhängigkeit.
- 1992: Die Conservative Party gewinnt überraschend die ersten Parlamentswahlen in Großbritannien unter dem neuen Premierminister John Major. Die Labour Party unter Neil Kinnock erleidet eine überraschende Niederlage.
- 1992: Sali Berisha wird erstes nichtkommunistisches Staatsoberhaupt von Albanien.
- 1999: Der nigrische Staatspräsident Ibrahim Baré Maïnassara wird bei einem von Major Daouda Malam Wanké geführten Putsch am Flughafen der Hauptstadt Niamey ermordet.

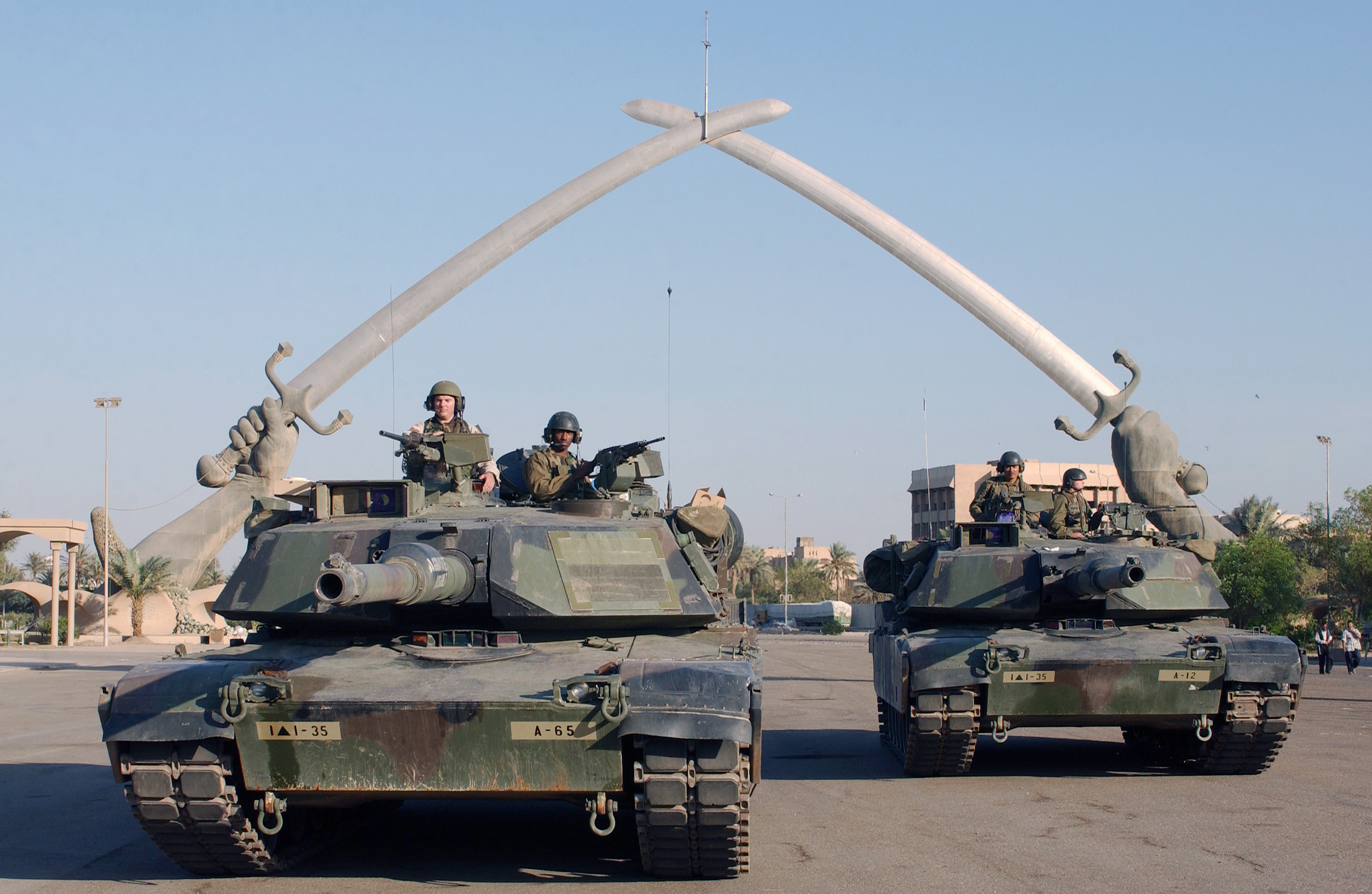
2003: US-Panzer in Bagdad

- 2003: Im Irakkrieg stürzen US-Truppen die Saddam-Hussein-Statue am Firdaus-Platz in Bagdad.

### Wirtschaft

1870: Die Geschäftsräume der Deutschen Bank in Berlin

- 1870: Nach der Erteilung der Konzession durch die Preußische Staatsregierung am 10. März nimmt die Deutsche Bank ihren Geschäftsbetrieb in Berlin auf.
- 1872: Samuel R. Percy erhält ein US-amerikanisches Patent für einen Prozess zur Herstellung von Milchpulver.

### Wissenschaft und Technik
- 1368: Peter Stromer beginnt seine Versuche mit der Wald-Saat im Nürnberger Reichswald, woraus sich der erste Kunstforst der Welt entwickelt. Stromer gilt damit als „Vater der Forstkultur“.
- 1860: Auf einem von Édouard-Léon Scott de Martinville konstruierten Phonautographen gelingt eine Tonaufzeichnung, die inzwischen älteste bekannte Tonaufnahme.
- 1865: Louis Pasteur präsentiert an der Pariser Sorbonne seine Entdeckung, dass zahlreiche Krankheiten durch Mikroorganismen ausgelöst werden können. Seine Methode des kurzfristigen Erhitzens tötet die Keime ab.

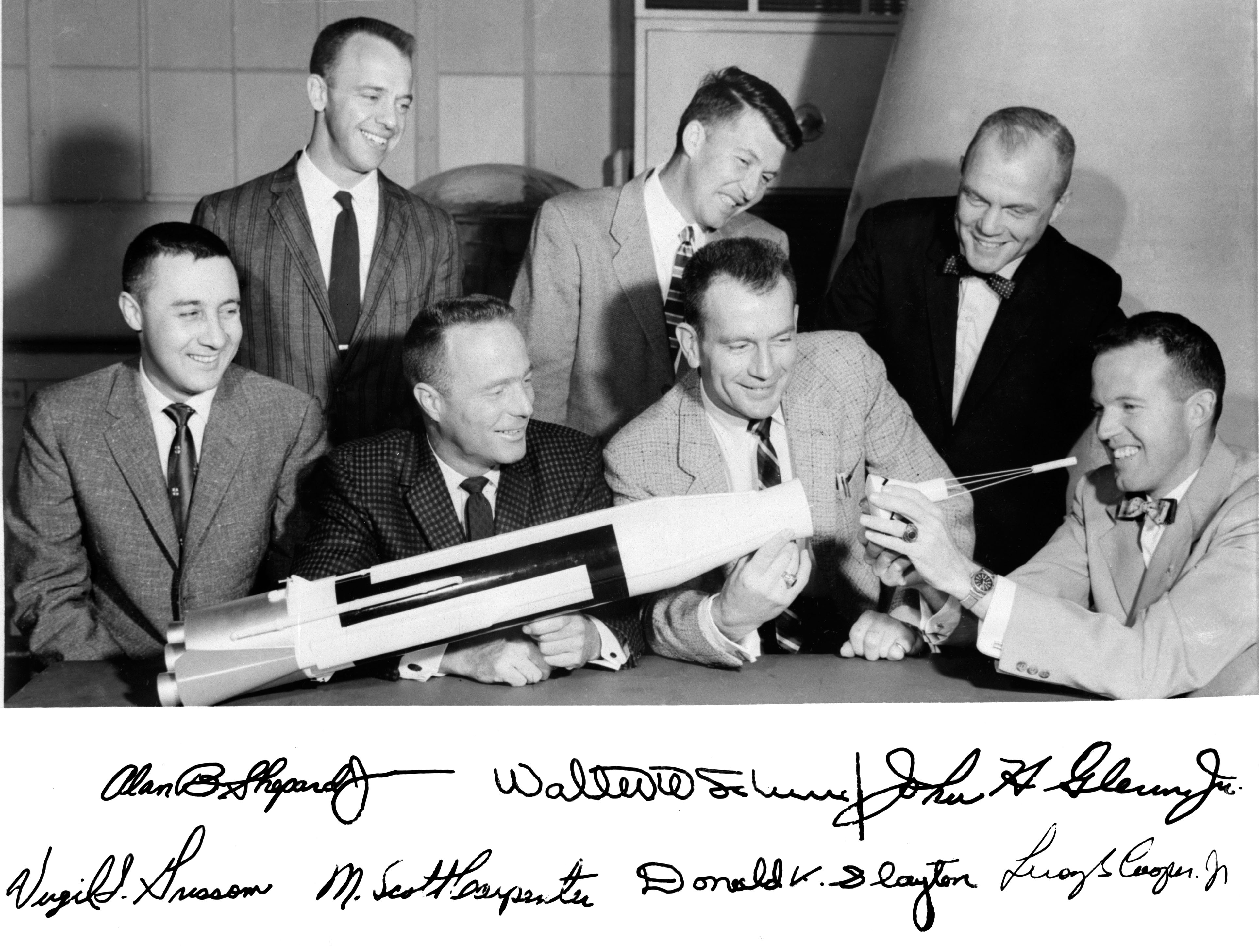
1959: Die 7 Mercury-Astronauten

- 1959: Die NASA stellt auf einer Pressekonferenz ihre ersten Astronauten des Mercury-Programms der Weltöffentlichkeit vor: Es handelt sich um Alan Shepard, Gus Grissom, John Glenn, Scott Carpenter, Walter Schirra, Deke Slayton und Gordon Cooper.

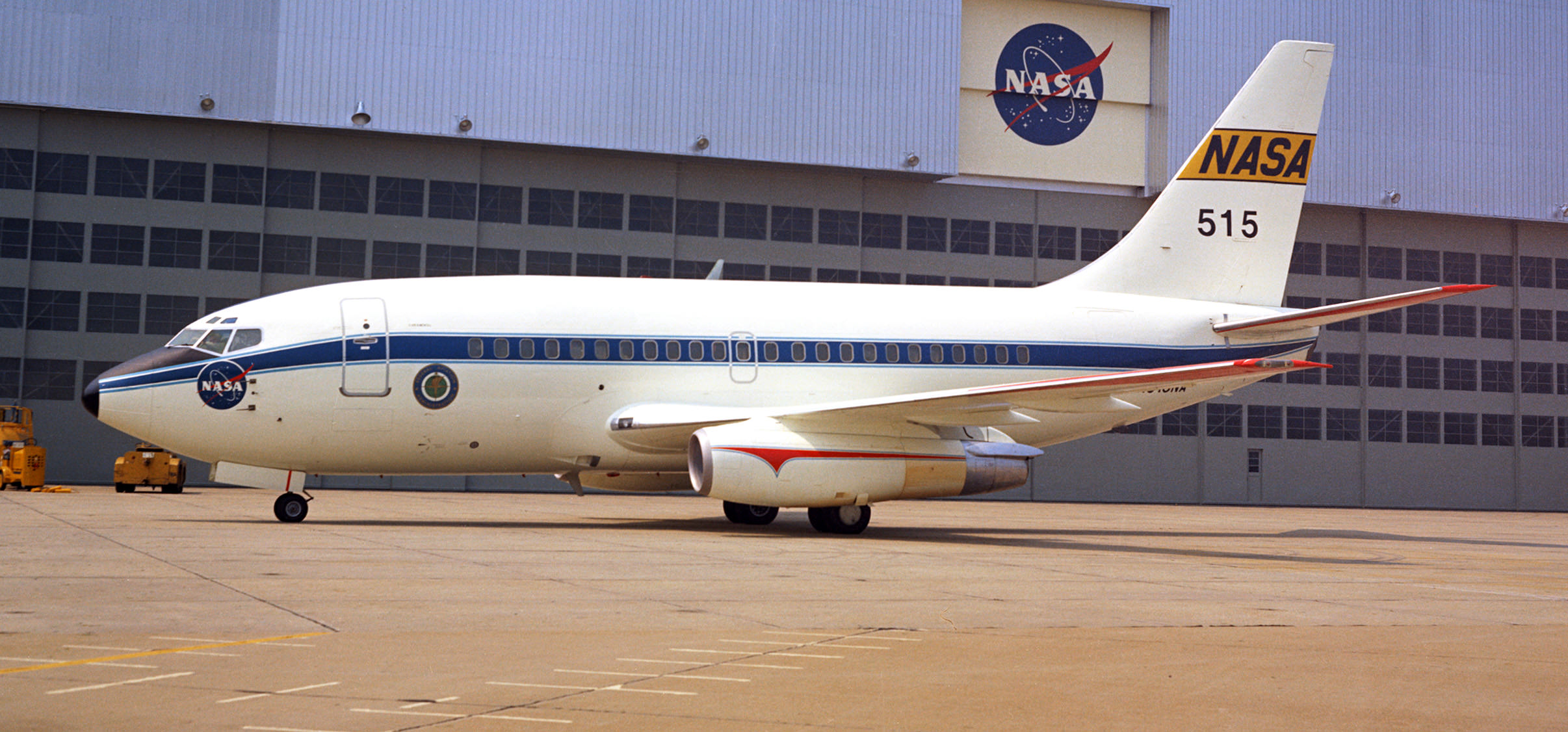
1967: Eine Boeing 737-100

- 1967: Die erste Boeing 737 der Version 100 startet zu ihrem Jungfernflug. Es handelt sich um die bisher meistgebaute Familie von zivilen strahlgetriebenen Passagierflugzeugen.
- 1988: Der leistungsstärkste deutsche Kernreaktor Isar 2 („KKI2“) wird erstmals in Betrieb genommen.

### Kultur
- 1844: Die Posse mit Gesang Der Zerrissene von Johann Nestroy wird am Theater an der Wien in Wien uraufgeführt. Die Musik stammt von Adolf Müller senior. Der Autor spielt bei dem Stück neben seinem langjährigen Bühnenpartner Wenzel Scholz selbst mit.
- 1845: Die Oper Der Traum der Christnacht von Ferdinand von Hiller mit dem Libretto von Carl Gollmick hat seine Uraufführung in Dresden.
- 1857: Die Uraufführung der Opéra-comique oder Opérette Le docteur Miracle (Der Wunderdoktor) von Georges Bizet findet am Théâtre des Bouffes-Parisiens in Paris statt.
- 1902: Die Oper Der Wald der britischen Komponistin Ethel Smyth wird an der Hofoper Berlin uraufgeführt.

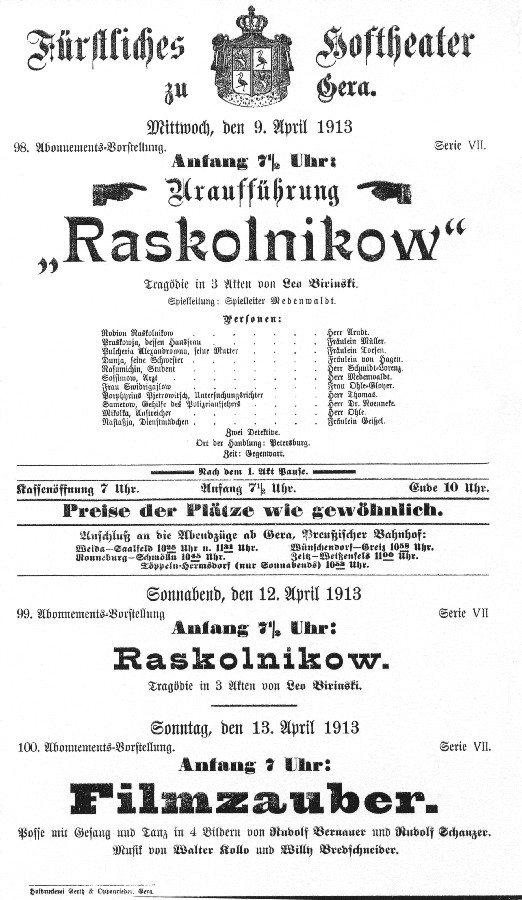
1913: Plakat zur Raskolnikoff-Uraufführung

- 1913: Die Uraufführung der Tragödie Raskolnikoff von Leo Birinski nach dem Roman Schuld und Sühne von Dostojewski erfolgt am Fürstlichen Hoftheater in Gera.

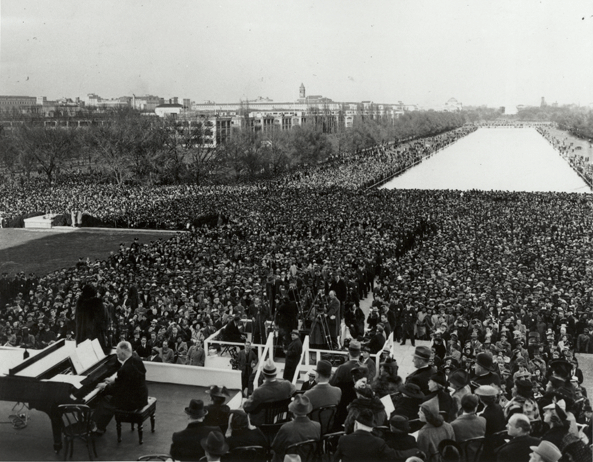
1939: Marian Anderson am Lincoln Memorial

- 1939: Nachdem die konservative Frauenorganisation Daughters of the American Revolution einen Auftritt von Marian Anderson in der Constitution Hall wegen der Hautfarbe der Sängerin verhindert hat, gibt diese ein von Eleanor Roosevelt organisiertes Konzert vor 75.000 Menschen am Lincoln Memorial in Washington D.C.
- 1991: Das Kunst Haus Wien wird eröffnet. Das Museum zeigt Werke des Künstlers Friedensreich Hundertwasser als Dauerausstellung.

### Gesellschaft

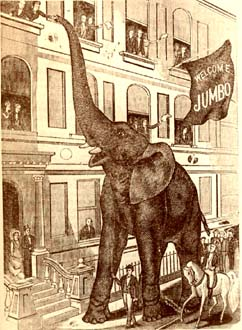
1882: Jumbos Ankunft in New York

- 1882: Der Elefant Jumbo, bisherige Attraktion des Londoner Zoos, kommt nach dem Verkauf an den Zirkuspionier P. T. Barnum in den USA an.
- 1927: Fast sechs Jahre nach dem umstrittenen Schuldspruch gegen die des Raubmords beschuldigten Nicola Sacco und Bartolomeo Vanzetti verkündet Richter Thayer als Strafmaß die Todesstrafe. Das führt zu weltweiten Massenprotesten gegen die US-amerikanische Justiz.
- 2005: Der britische Thronfolger Charles, Prince of Wales, heiratet im Rathaus von Windsor seine langjährige Geliebte Camilla Parker Bowles. Die Hochzeit kann nur standesamtlich stattfinden, weil die Braut nach dem Recht der Church of England noch verheiratet ist.

### Religion
- 1256: In der päpstlichen Bulle Licet ecclesiae catholicae fasst Papst Alexander IV. fünf Bettelorden zum Augustinerorden zusammen.

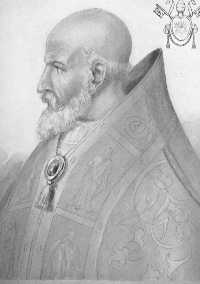
1555: Marcellus II.

- 1555: Marcello Cervini wird als Marcellus II. Papst. Er ist der letzte Papst, der seinen Geburtsnamen als Papstnamen verwendet. Bereits am 1. Mai, dem 22. Tag seines Pontifikats stirbt er – vermutlich an einem Nierenleiden.

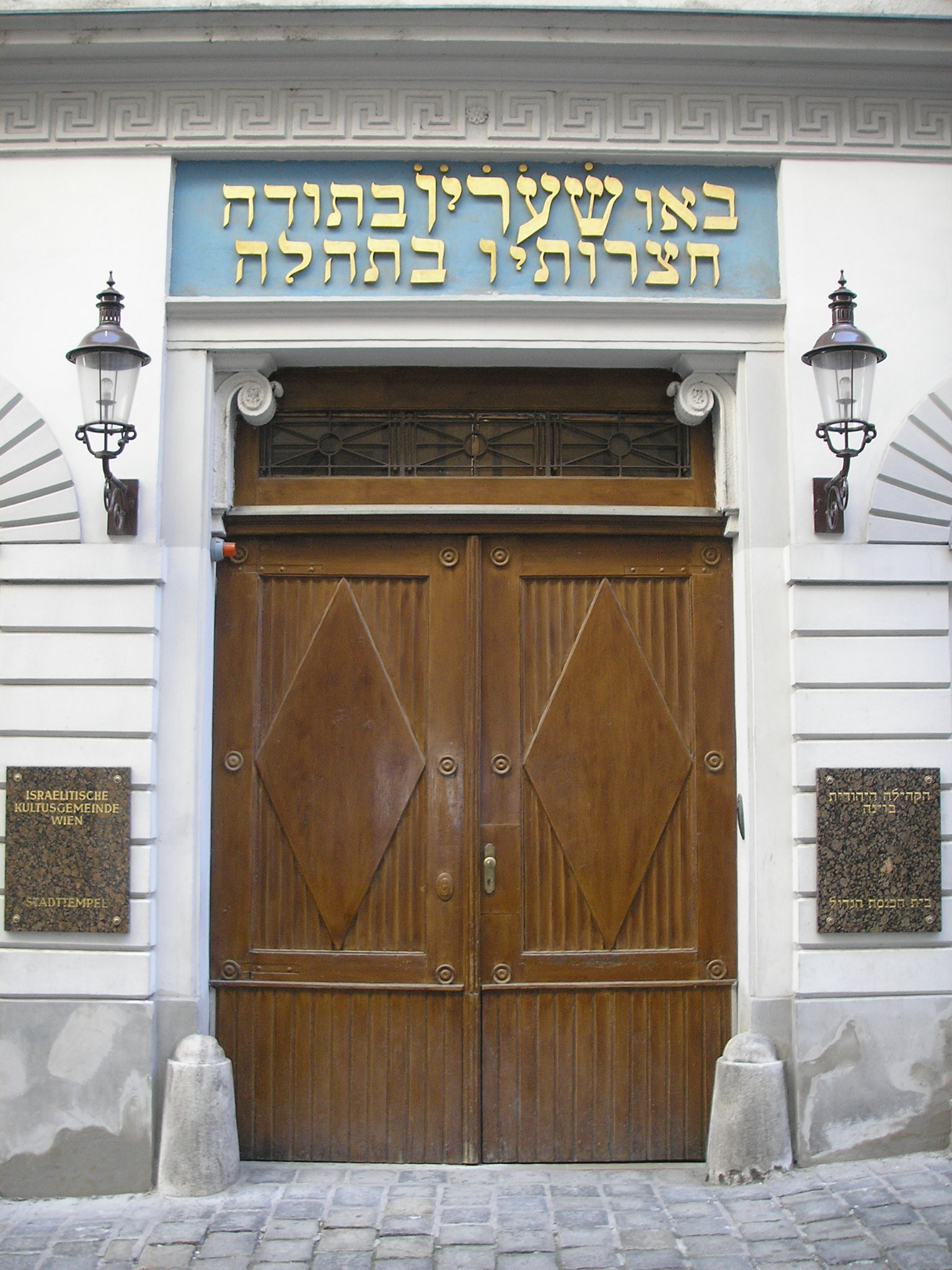
1826: Eingang zum Wiener Stadttempel

- 1826: Der Rabbiner Isaak Mannheimer weiht den von Joseph Kornhäusel erbauten Stadttempel in Wien ein. Die Synagoge wird ein wichtiges Zentrum des jüdischen Lebens in Wien.

### Katastrophen
- 0037: Antiochia am Orontes wird durch ein Erdbeben zerstört.
- 1947: In den US-Bundesstaaten Texas, Kansas und Oklahoma fordert der Glazier-Higgins-Woodward-Tornado 167 Menschenleben.
- 2017: Bei den Anschlägen auf zwei koptische Kirchen in Ägypten werden 44 Menschen getötet und über 120 Personen verletzt.

Kleinere Unglücksfälle sind in den Unterartikeln von Katastrophe und in der Liste von Katastrophen aufgeführt.

### Sport
Einträge von Leichtathletik-Weltrekorden befinden sich unter der jeweiligen Disziplin unter Leichtathletik.

## Geboren

### Vor dem 18. Jahrhundert
- 1096: al-Muqtafi, 31. Kalif aus der Dynastie der Abbasiden
- 1127: Felix von Valois, Graf von Valois und Vermandois
- 1258: Hugo II., Graf von Blois und Dunios
- 1283: Margarete, schottische Königin
- 1458: Camilla Battista Varano, italienische Klarissin und Mystikerin
- 1498: Jean de Lorraine, Erzbischof von Reims, Lyon und Narbonne
- 1556: Andreas von Auersperg, österreichisch-slowenischer Heerführer
- 1574: Johann Rudolf Saltzmann, Straßburger Mediziner und Hochschullehrer
- 1586: Julius Heinrich, Herzog von Sachsen-Lauenburg und kaiserlicher Feldherr

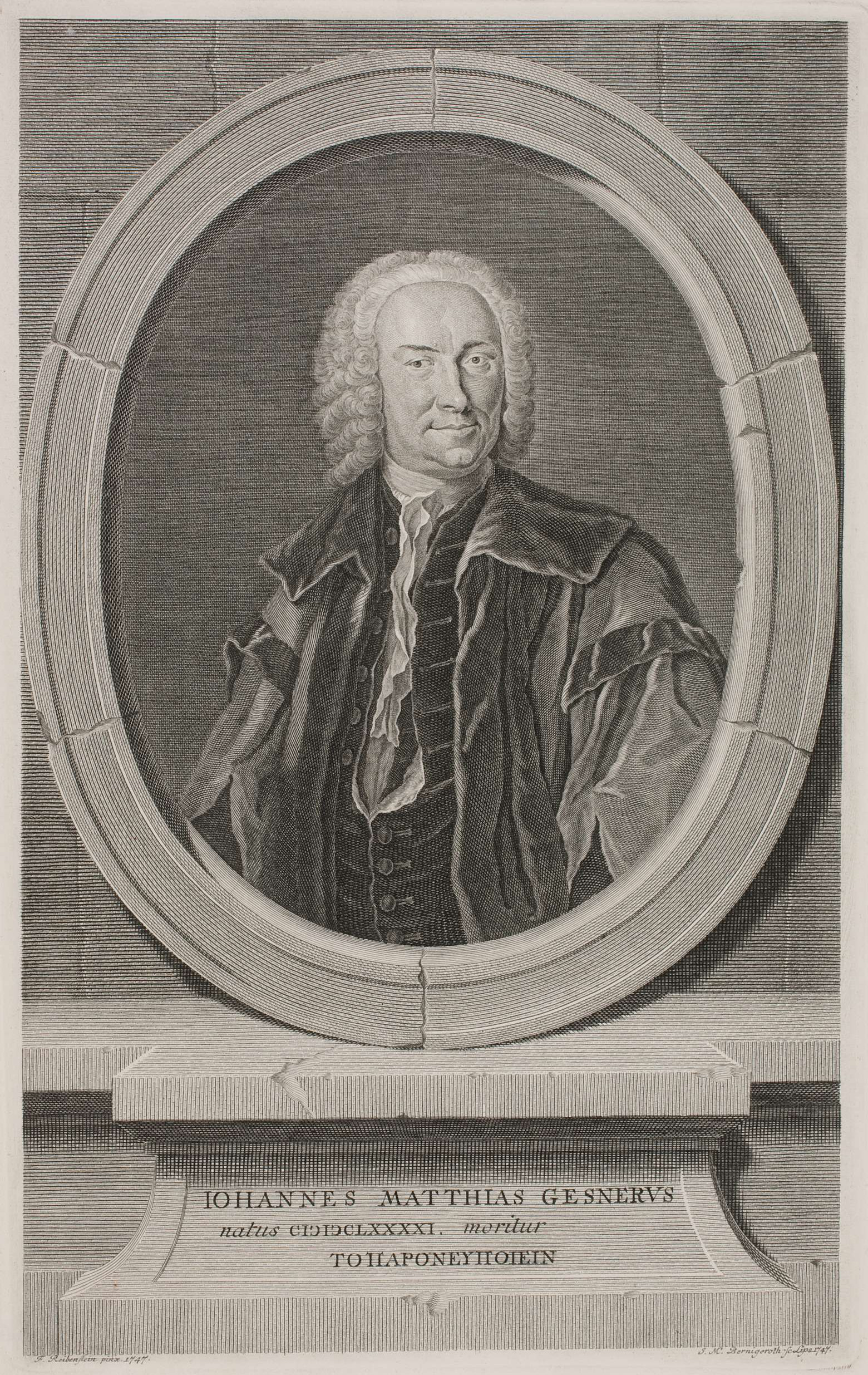
Johann Matthias Gesner (* 1691)

- 1587: Theodor Varmeier, deutscher Jurist
- 1592: Roger Conant, englischer Kolonist in Nordamerika
- 1597: John Davenport, englischer Puritaner und Gründer von New Haven (Connecticut)
- 1598: Olivier Perrot, Schweizer evangelischer Geistlicher
- 1627: Johann Caspar von Kerll, deutscher Organist, Cembalist und Komponist
- 1634: Albertine Agnes von Oranien-Nassau, Fürstin von Nassau-Diez
- 1648: Henri de Massue, französischer hugenottischer Adeliger
- 1649: James Scott, 1. Duke of Monmouth, englischer Thronprätendent
- 1652: Christian Ulrich I., Herzog von Württemberg-Oels
- 1656: Francesco Trevisani, italienischer Maler
- 1658ː Anna Maria Nützel, deutsche Patrizierin und Dichterin
- 1680: Barbara Dietrich, Opfer der Hexenverfolgung in Ingolstadt
- 1682: Robert Gardelle, Schweizer Maler, Kupferstecher und Radierer
- 1690: Johan Henrik Scheffel, schwedischer Porträt- und Miniaturmaler
- 1691: Paul Egell, deutscher Bildhauer und Stuckateur
- 1691: Johann Matthias Gesner, deutscher Pädagoge, klassischer Philologe und Bibliothekar

### 18. Jahrhundert

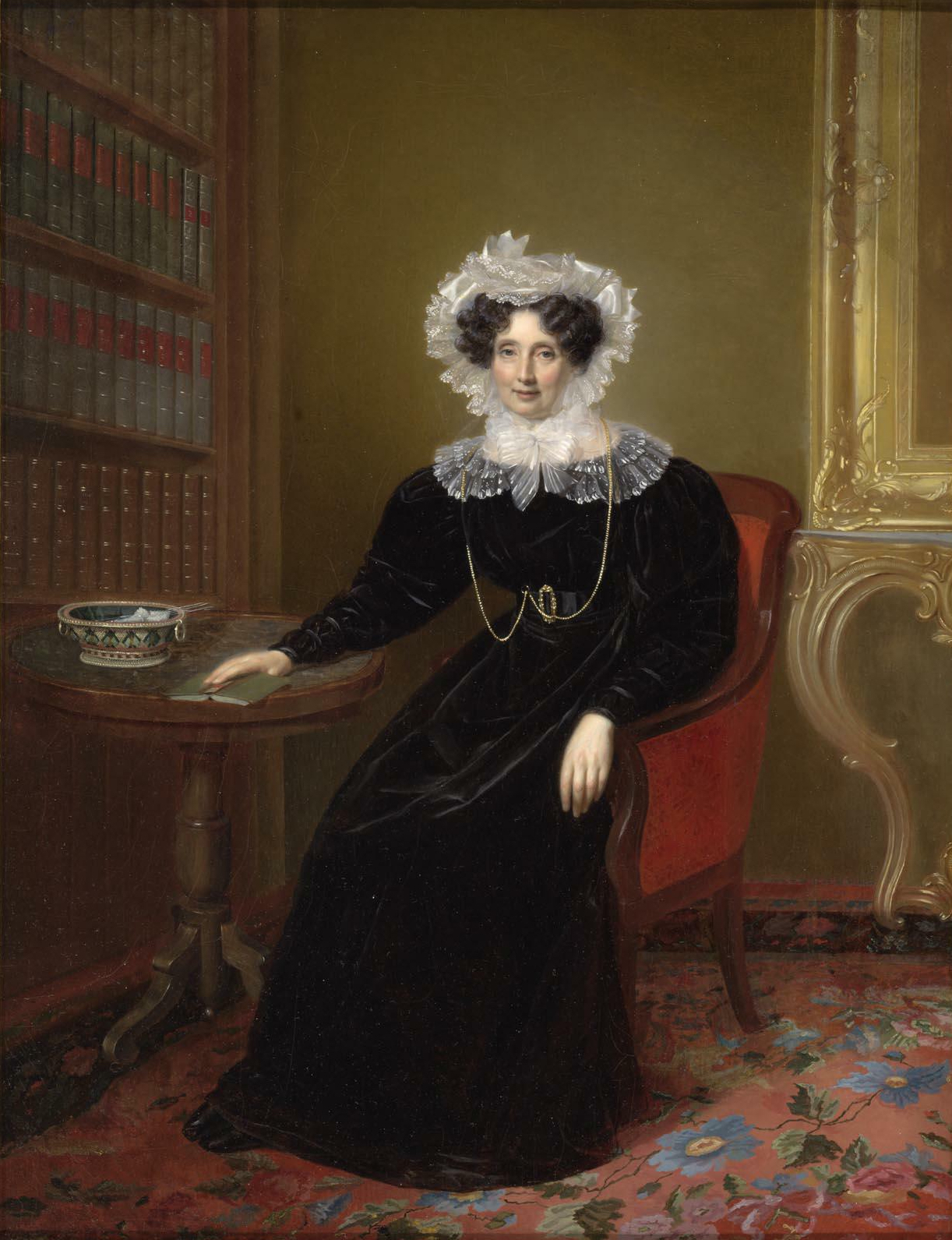
Albertine Necker de Saussure (* 1776)

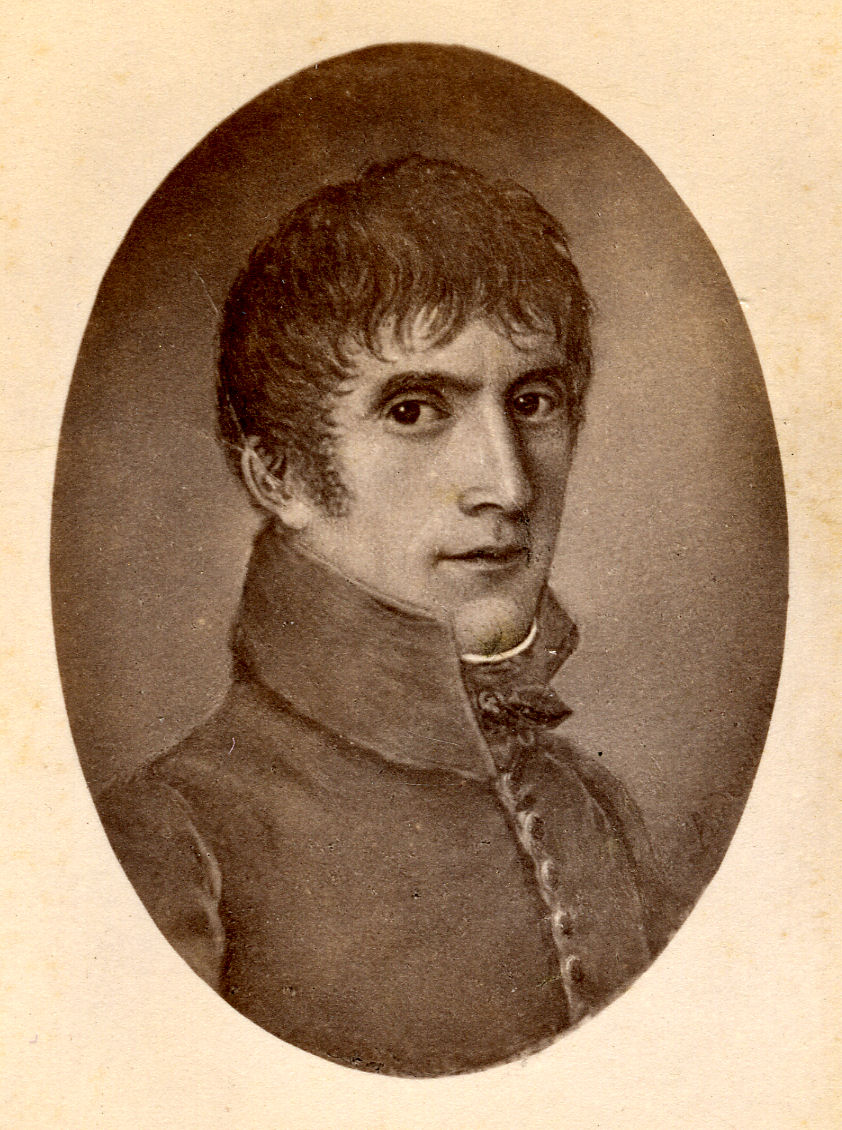
Johann Georg Kerner (* 1770)

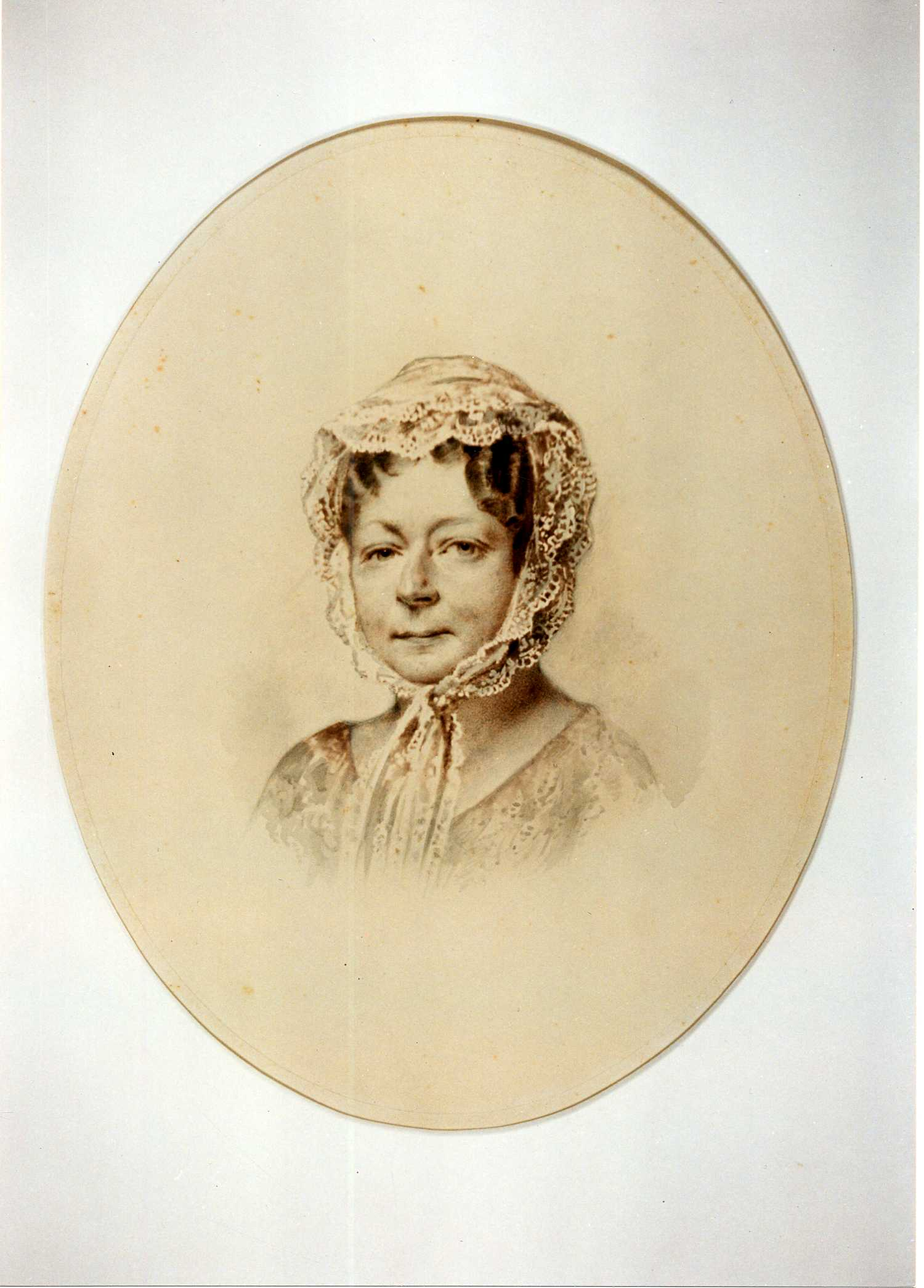
Lucie von Hardenberg (* 1776)

- 1701: Andreas Elias Büchner, deutscher Mediziner
- 1713ː Anna Dober, Mährische Poetin und Verfasserin zahlreicher geistliche Lieder
- 1716: Johann Georg Zechner, österreichischer Organist und Komponist
- 1717: Matthias Georg Monn, österreichischer Komponist, Organist und Musikpädagoge der Wiener Vorklassik
- 1723: Paul Georg Krüsike, deutscher Dichter
- 1725: Achatius Ludwig Karl Schmid, deutscher Rechtswissenschaftler und Staatsbeamter von Sachsen-Weimar-Eisenach
- 1732: Johann Friedrich Tiede, deutscher Theologe
- 1739: Johann Joseph Imhoff, deutscher Bildhauer
- 1754: Antonín František Bečvařovský, tschechischer Komponist
- 1758: Fisher Ames, US-amerikanischer Politiker
- 1761: Johann Andreas Matthias, deutscher Theologe und Pädagoge
- 1762: Friedrich von Kleist, preußischer Generalfeldmarschall
- 1766: Albertine Necker de Saussure, Schweizer Schriftstellerin, Pädagogin und Frauenrechtlerin
- 1770: Johann Georg Kerner, deutscher Arzt, Publizist und Chronist der Französischen Revolution
- 1770: Thomas Johann Seebeck, deutscher Physiker
- 1774: John Stanly, US-amerikanischer Politiker
- 1776ː Lucie von Hardenberg, Landschaftsarchitektin
- 1783: Karl Georg von Raumer, deutscher Geologe, Geograph und Pädagoge
- 1785: Meinrad Amann, österreichischer Abt des Stifts St. Paul
- 1785: Franz von Borries, deutscher Rittergutsbesitzer, Politiker und Regierungsbeamter
- 1786: Adolf Bäuerle, österreichischer Schriftsteller
- 1787: Johann Gottlob von Quandt, deutscher Kunsthistoriker und Kunstmäzen
- 1794: Theobald Böhm, deutscher Flötist und Flötenbaumeister
- 1794: Carolus Magnus Hutschenreuther, deutscher Porzellanunternehmer
- 1797: Carl Heyer, deutscher forstlicher Praktiker, Lehrer und Wissenschaftler
- 1797: Per Ulrik Kernell, schwedischer Schriftsteller
- 1798: Giuditta Pasta, italienische Opernsängerin
- 1799: Peter Joseph Rottmann, deutscher Mundartdichter aus dem Hunsrück

### 19. Jahrhundert

#### 1801–1850
- 1802: James Hall, US-amerikanischer Arzt und erster Gouverneur
- 1802: Maier Kohn, deutscher Chasan, Sänger, Musikologe und Lehrer

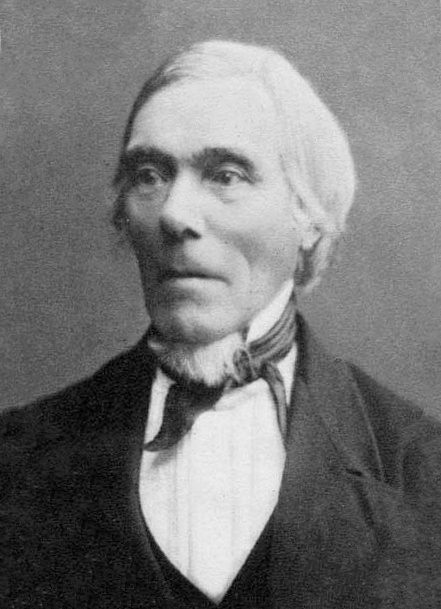
Elias Lönnrot (* 1802)

- 1802: Elias Lönnrot, finnischer Mediziner
- 1803: Karl Christian Kanis Gretschel, deutscher Jurist und Historiker
- 1803: Carl Friedrich Gottfried Mohr, Bremer Senator und Bürgermeister
- 1803: Claus Riepen, deutscher Zimmermeister und Politiker
- 1805: Ludwig Reinhard, deutscher Lehrer und Mitglied der Nationalversammlung
- 1806: Heinrich Bartelsen, deutscher Kapitän
- 1806: Isambard Kingdom Brunel, britischer Ingenieur
- 1806: Ernst Friedrich Gerhard Fischer, deutscher Musikdirektor, Pianist und Komponist
- 1806: Heinrich Mücke, deutscher Historienmaler und Grafiker
- 1808: Joseph Bonaventura Comitti, deutscher Politiker
- 1809: Ernst Louis Otto Nerreter, deutscher Theologe und Abgeordneter in der Frankfurter Nationalversammlung
- 1809: Friedrich Oetker, deutscher Publizist und Politiker
- 1809: Robert Bentley Todd, irischer Physiologe und Pathologischer Anatom
- 1809: Anton Joseph Weidenbach, deutscher Lehrer, Publizist, Archivar und Historiker
- 1810: Theodor Körner, deutscher Jurist und Politiker
- 1811: Josef Kleutgen, deutscher Theologe und Jesuit
- 1812: Gustav Creuzer, deutscher Maler und Lithograf
- 1812: Emil Herrmann, deutscher Kirchenrechtler und Politiker
- 1812: Georg Kuhlmann, deutscher Konfident und religiöser Sozialist
- 1812: Albert Christian Weinlig, deutscher Mediziner, Naturwissenschaftler, Herausgeber, Hochschullehrer und Politiker
- 1813: Alexander Heubel, deutsch-baltischer Historien- und Porträtmaler
- 1813: Clara Hirschmann, österreichische Theaterschauspielerin
- 1813: William von Voigts-Rhetz, preußischer General
- 1816: Charles Eugène Delaunay, französischer Mathematiker und Astronom
- 1818: Walther von Goethe, deutscher Kammerherr und Komponist
- 1821: Charles Baudelaire, französischer Dichter der Moderne
- 1822: George Washborne Morgan, US-amerikanischer Organist und Komponist
- 1823: Albert Flamm, deutscher Maler
- 1824: Johanna Pelizaeus, deutsche Pädagogin
- 1828: Francesc Sans i Cabot, katalanischer Maler
- 1828: Carl Friedrich Tamms, deutscher Politiker
- 1829: Hermann Ampach, deutscher Rittergutsbesitzer und Politiker
- 1830: Eadweard Muybridge, britischer Fotograf und Pionier der Fototechnik
- 1835: Leopold II., belgischer König
- 1837: Frédéric Bettex, Schweizer Schriftsteller
- 1840: Wilhelm Exner, österreichischer Techniker, Forstwissenschaftler und Funktionär
- 1840ː Praskowja Sergejewna Uwarowa, Gräfin, russische Archäologin
- 1841: William George Aston, britischer Konsularbeamter
- 1841: Hermann Junge, deutscher Gewerkschafter und Politiker
- 1842: Herman Greulich, Schweizer Politiker

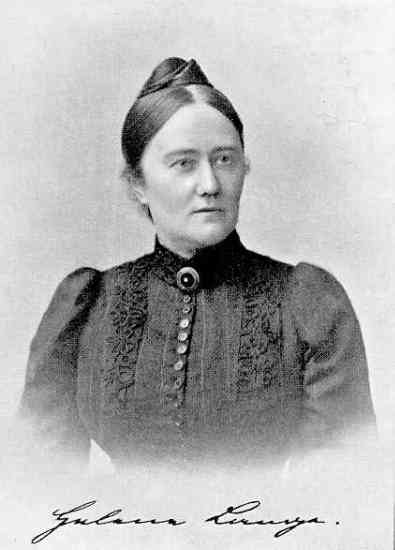
Helene Lange (* 1848)

- 1848: Helene Lange, deutsche Pädagogin und Frauenrechtlerin
- 1850: Hermann Zumpe, deutscher Dirigent
- 1850: Johan d’Aulnis de Bourouill, niederländischer Ökonom

#### 1851–1900

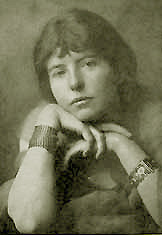
Adela Florence Nicolson (* 1865)

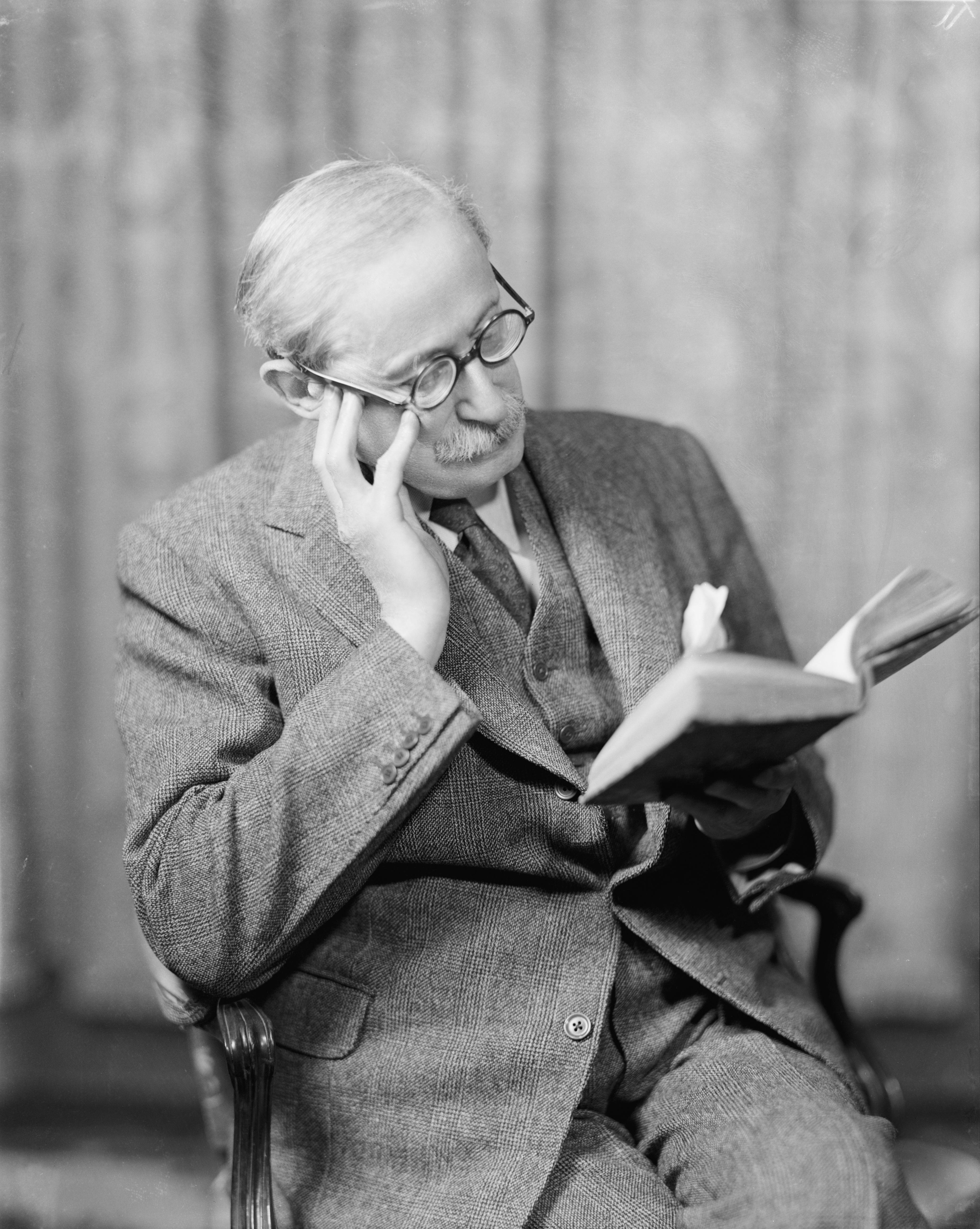
Léon Blum (* 1872)

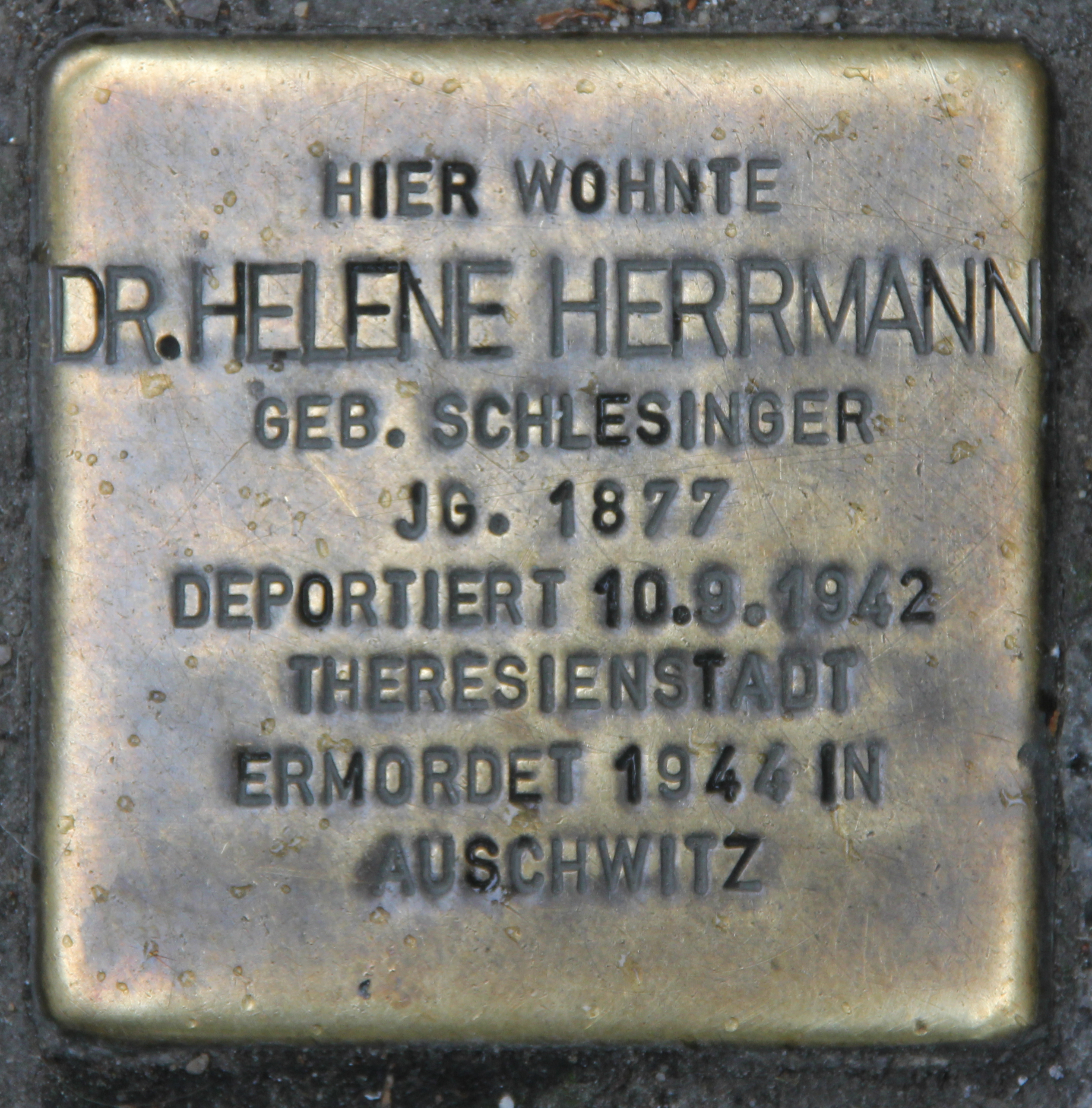
Stolperstein Helene Herrmann

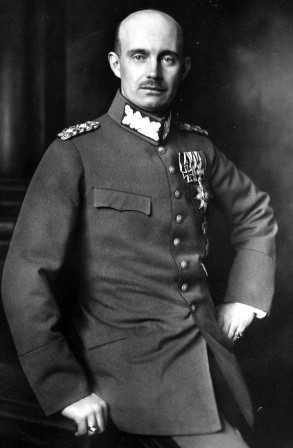
Friedrich Franz IV. (* 1882)

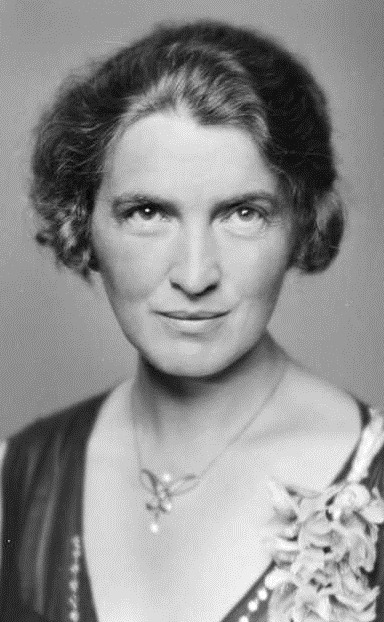
Mary Barratt Due (* 1888)

- 1851: Thor Lange, dänischer Schriftsteller und Übersetzer
- 1853ː Julie Studer-Steinhäuslein, Schweizer Frauenrechtlerin
- 1854: Marie Andrae, deutsche Schriftstellerin, Pädagogin und Krankenschwester
- 1855: Joseph Hellmesberger jun., österreichischer Komponist, Geiger und Dirigent
- 1859: Julius Hart, deutscher Dichter und Dramatiker
- 1859: Henri Lavedan, französischer Schriftsteller und Journalist
- 1860: Philipp Franck, deutscher Maler
- 1862: Teuvo Pakkala, finnischer Schriftsteller
- 1862: Ernst Sachsenberg, deutscher Verwaltungsjurist
- 1864: Sebastian Ziani de Ferranti, britischer Elektroingenieur
- 1865: Erich Ludendorff, deutscher General und Chef der Obersten Heeresleitung, Politiker, MdR, Teilnehmer des Hitlerputsches
- 1865: Adela Florence Nicolson, britische Lyrikerin
- 1865: Charles P. Steinmetz, deutsch-US-amerikanischer Elektroingenieur
- 1865: Max Studer, Schweizer Jurist und Politiker
- 1866ː Adele Berger, österreichische Schriftstellerin
- 1867: Chris Watson, australischer Premierminister
- 1867: Wilhelm Lütgert, deutscher protestantischer Theologe
- 1869: Élie Cartan, französischer Mathematiker
- 1871: Ignatius Taschner, deutscher Bildhauer, Grafiker und Illustrator
- 1872: Léon Blum, französischer Jurist, Schriftsteller und Politiker, mehrfacher Minister und Premierminister, Widerstandskämpfer
- 1872: Theodor Koch-Grünberg, deutscher Völkerkundler
- 1873: Hartley Burr Alexander, US-amerikanischer Philosoph, Schriftsteller und Ethnologe
- 1874: Julius Bittner, österreichischer Komponist
- 1875: Jacques Futrelle, US-amerikanischer Schriftsteller
- 1876: Ettore Bastico, italienischer Marschall
- 1876ː Mildred Coles, britische Tennisspielerin
- 1876: Karl Kindsmüller, deutscher Kirchenmusiker, Priester und Gymnasiallehrer
- 1876ː Gertrud Weyrather-Engau, deutsche, anthroposophische Kunstgewerblerin und Malerin
- 1877ː Helene Herrmann, deutsche Philologin und Lehrerin, Holocaustopfer
- 1877: Walter Karbe, deutscher Heimatforscher
- 1878: Bruno Ahrends, deutscher Architekt
- 1878: Marcel Grossmann, Schweizer Mathematiker
- 1880: Jan Letzel, tschechischer Architekt
- 1881: Ferdinand Maierhofer, österreichischer Schauspieler
- 1882: Friedrich Franz IV., deutscher Adliger und letzter Großherzog zu Mecklenburg
- 1884: Marcel Aubert, französischer Historiker und Kunsthistoriker
- 1884: Kuno-Hans von Both, deutscher General
- 1885: Elsbeth Gropp, deutsche Fotografin
- 1885: Gerhard Graf von Kanitz, deutscher Gutsbesitzer und Politiker, MdR und Reichsminister, MdL
- 1885: Leo Schubert, deutscher NS-Politiker aus dem Sudetenland, SS-Offizier
- 1887: Heinrich Hock, deutscher Chemiker
- 1887: Florence Price, US-amerikanische Komponistin
- 1887: Louis Ziercke, deutscher Maler und Grafiker
- 1888: Mary Barratt Due, norwegische Pianistin und Musikpädagogin
- 1888: Joseph Ferche, deutscher Geistlicher, Weihbischof in Breslau und Köln
- 1889: Henri Springuel, belgischer Autorennfahrer
- 1891: Oskar Farny, deutscher Manager und Politiker, MdR, MdL und Landesminister, MdB
- 1891: Vlasta Burian, tschechischer Schauspieler und Komiker
- 1891: Eugen Szenkar, ungarischer Dirigent
- 1892: Anton Eberhard, deutscher Steuer- und Wirtschaftsberater und Politiker, MdL, MdB
- 1893: Richard Henry Stevens, britischer Major
- 1893: Victor Gollancz, britischer Verleger und Friedensaktivist
- 1895: Heddi Hirsch, österreichische Textil- und Modedesignerin, Illustratorin
- 1895: Michel Simon, französischer Schauspieler
- 1895: Rudolf Kattnigg, österreichischer Komponist, Pianist und Dirigent
- 1896: Adolf Koch, deutscher Arzt und Sozialist
- 1897: Fred George Aandahl, US-amerikanischer Politiker

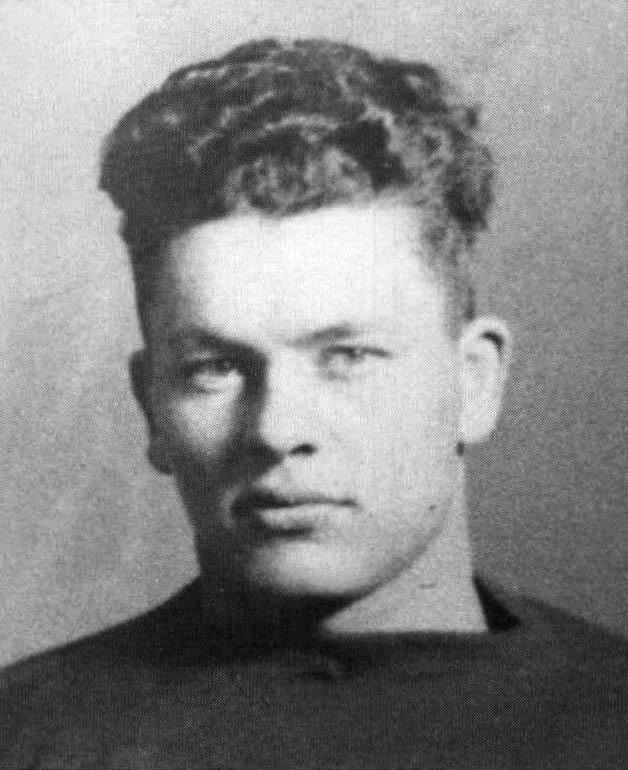
Curly Lambeau (* 1898)

- 1898: Curly Lambeau, US-amerikanischer American-Football-Spieler und -Trainer
- 1898: Julius Patzak, österreichischer Opern- und Liedsänger
- 1898: Karl Pawlowski, deutscher evangelischer Theologe und diakonischer Unternehmer
- 1898: Paul Robeson, US-amerikanischer Schauspieler und Sänger, Autor und Bürgerrechtler
- 1899: Fritz Rang, deutscher SS-Offizier, Kriminaldirektor mit leitender Position im SD, in der Gestapo und im RSA
- 1899: Hans Jeschonnek, deutscher Generaloberst und Generalstabschef der Luftwaffe im Zweiten Weltkrieg
- 1899: Heinrich Hamacher, deutscher Politiker und MdB
- 1899ː Maimi von Mirbach, deutsche Cellistin und Angehörige der Bekennenden Kirche, Gerechte unter den Völkern
- 1899: Raoul de Verneuil, peruanischer Komponist und Dirigent
- 1900: Carl Gielen, deutscher römisch-katholischer Priester und Kölner Dompropst

### 20. Jahrhundert

#### 1901–1925

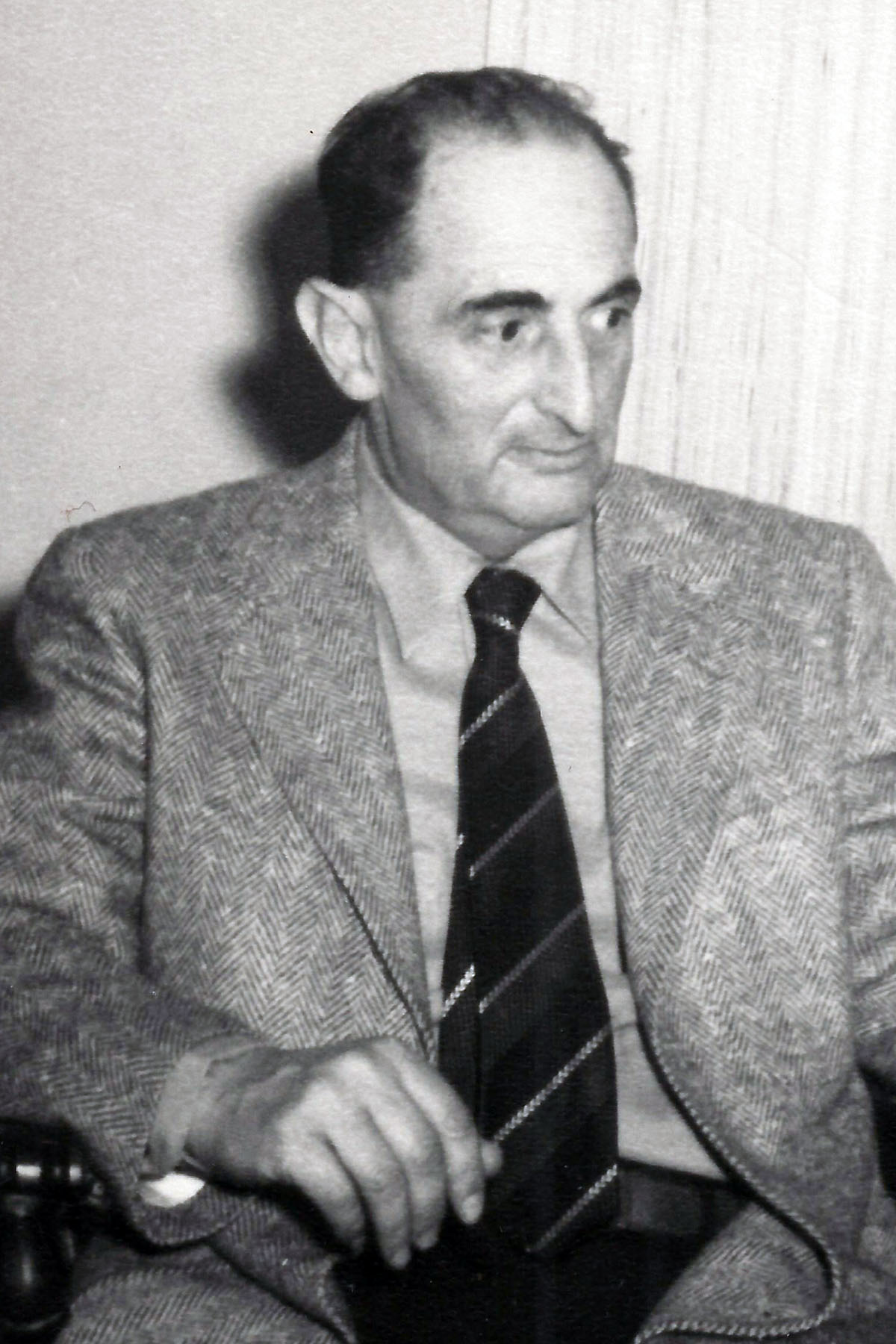
Henry Winterfeld (* 1901)

- 1901: Henry Winterfeld, deutsch-US-amerikanischer Schriftsteller und Künstler
- 1902: Théodore Monod, französischer Afrikaforscher
- 1903: Kai Molter, dänischer Maler
- 1904: Ludwig Hohl, Schweizer Autor
- 1904: Paul Wessel, deutscher Politfunktionär
- 1904: August Wieschemeyer, deutscher Maristenpater und Theologe
- 1905: Guy Dugdale, britischer Bobfahrer
- 1905: J. William Fulbright, US-amerikanischer Politiker
- 1906: Antal Doráti, ungarisch-US-amerikanischer Dirigent und Komponist
- 1906: Hugh Gaitskell, britischer Politiker
- 1906: Victor Vasarely, französischer Maler und Grafiker
- 1907: Richard Archbold, US-amerikanischer Zoologe, Pilot und Philanthrop
- 1908: Fred Lohse, deutscher Komponist und Musikpädagoge
- 1909: Ernst Achenbach, deutscher Politiker
- 1909: Fay Helm, US-amerikanische Schauspielerin
- 1910: Abraham A. Ribicoff, US-amerikanischer Politiker
- 1911: Rafael Arnáiz Barón, spanischer Trappist und Mystiker
- 1911: Frieda Hackhe-Döbel, deutsche Politikerin
- 1912: Franz Seybold, deutscher Fußballspieler und -trainer

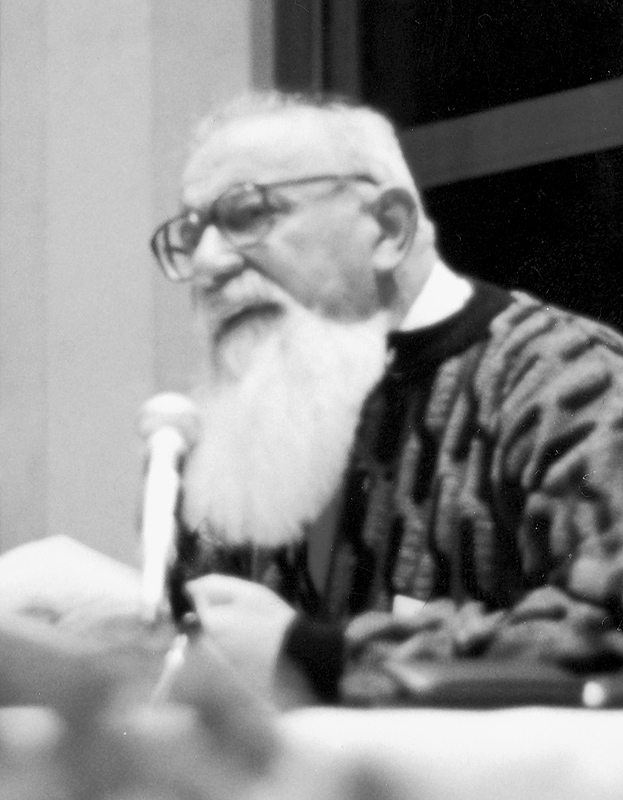
Lew Kopelew (* 1912)

- 1912: Lew Sinowjewitsch Kopelew, russischer Germanist, Schriftsteller, Dissident und Humanist
- 1915: Leonard Wibberley, irischer Schriftsteller
- 1916: Eladio Acosta Arteaga, kolumbianischer Ordensgeistlicher und Erzbischof vom Erzbistum Santa Fe de Antioquía
- 1916: László Weiner, ungarischer Pianist, Komponist und Dirigent
- 1917: Brad Dexter, US-amerikanischer Filmschauspieler und Filmproduzent
- 1917: Johannes Bobrowski, deutscher Schriftsteller
- 1917: Rolf Kauka, deutscher Comic-Künstler und Verleger (Fix und Foxi)
- 1918: Jørn Utzon, dänischer Architekt
- 1919: John Presper Eckert, US-amerikanischer Computerpionier
- 1920: Art Van Damme, US-amerikanischer Jazz-Akkordeonist
- 1921: Francesco Adorno, italienischer Hochschullehrer und Philosophiehistoriker
- 1921: Jean-Marie Balestre, französischer Automobil- und Automobilsportfunktionär (FIA, FFSA und FISA)
- 1921: Vince Banonis, US-amerikanischer American-Football-Spieler
- 1921: Carlos Pizarro, puerto-ricanischer Sänger
- 1921: Alfred Preißler, deutscher Fußballspieler
- 1921: Hansjürg Steinlin, Schweizer Forstwissenschaftler
- 1922: Carl Amery, deutscher Schriftsteller
- 1922: Hanno Hahn, deutscher Kunsthistoriker und Architekturforscher
- 1922: Johnny Thomson, US-amerikanischer Autorennfahrer
- 1922: Dénes Zsigmondy, ungarischer Geiger
- 1924: Harald Heilmann, deutscher Komponist und Musikpädagoge
- 1924: Francisc Munteanu, rumänischer Schriftsteller, Filmregisseur und Drehbuchautor
- 1925: Michèle Angirany, französische Skilangläuferin

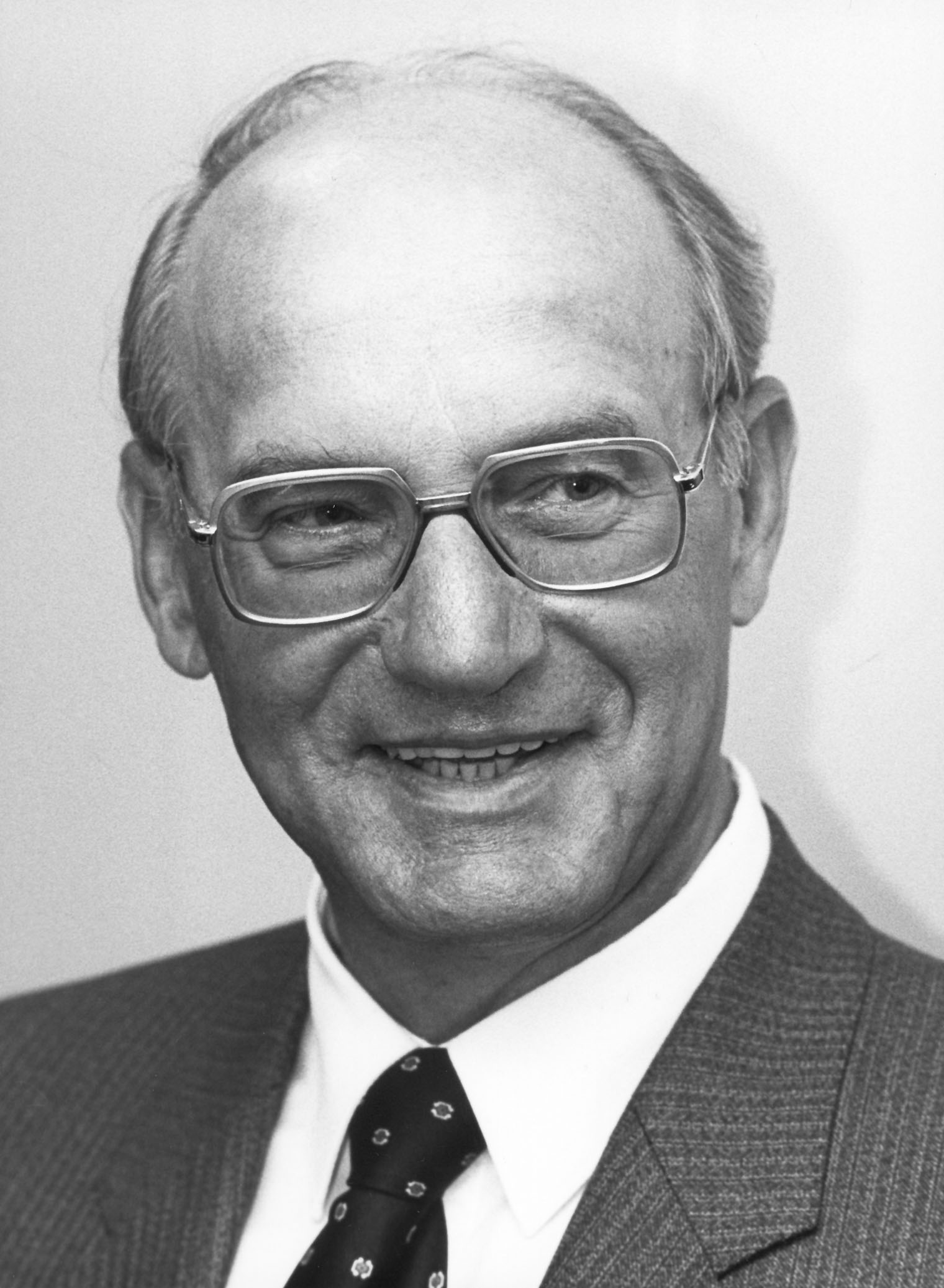
Heinz Nixdorf (* 1925)

- 1925: Heinz Nixdorf, deutscher Computerpionier, Firmengründer und Unternehmer

#### 1926–1950
- 1926: Marcello Argilli, italienischer Rechtsanwalt, Journalist, Schriftsteller, Kinderbuchautor und Comicautor
- 1926: Ewald Aul, deutscher Holocaust-Überlebender und Vorsteher der Jüdischen Gemeinde Osnabrück
- 1926: Hugh Hefner, US-amerikanischer Verleger (Playboy)
- 1926: Harris Wofford, US-amerikanischer Politiker der Demokratischen Partei
- 1927: Mohammad Taghi Massoudieh, iranischer Musikethnologe und Komponist
- 1928: Erling Norvik, norwegischer Politiker und Journalist
- 1928: Iris Wittig, deutsche Militärpilotin
- 1928: Paul Arizin, US-amerikanischer Basketballspieler
- 1928: Tom Lehrer, US-amerikanischer Sänger, Liedermacher, Satiriker und Mathematiker
- 1929: Joyce Appleby, US-amerikanische Historikerin
- 1929: Hans-Eberhard Urbaniak, deutscher Politiker und Gewerkschaftssekretär
- 1930: Alphonse Amadou Alley, beninischer Politiker und Präsident
- 1930: Bertram Blank, deutscher Politiker, MdB
- 1930: Georg Mascetti, deutscher Schwimmer
- 1930: Reinhold Zundel, deutscher Politiker
- 1931: Richard Bennett Hatfield, kanadischer Politiker
- 1931: Leone Frollo, italienischer Comiczeichner
- 1931: Heisuke Hironaka, japanischer Mathematiker
- 1931: Myriam Marbe, rumänische Komponistin
- 1931: Tom Phillis, australischer Motorradrennfahrer
- 1932: Richard Hoisl, deutscher Geodät und Universitätsprofessor
- 1932: Carl Perkins, US-amerikanischer Musiker
- 1932: Mati Klarwein, deutscher Maler
- 1932: Helmut Wolff, deutscher Maler und Bildhauer
- 1933: Gian Maria Volonté, italienischer Schauspieler

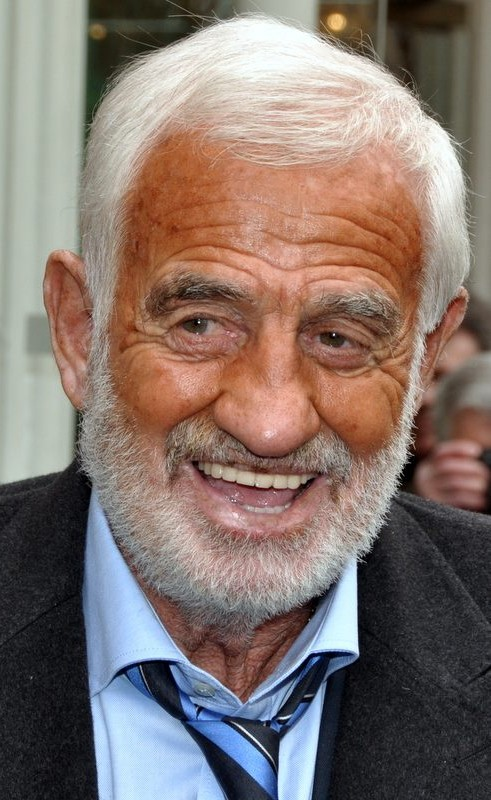
Jean-Paul Belmondo (* 1933)

- 1933: Jean-Paul Belmondo, französischer Film- und Theaterschauspieler
- 1933: René Burri, Schweizer Fotograf
- 1934: Josef Arthold, österreichischer Politiker
- 1935: Irina Atykowna Asisjan, russische Kunsthistorikerin, Architektin und Malerin
- 1935: Josef Fritzl, österreichischer Unternehmer, Sexualstraftäter und Entführer
- 1935: Aulis Sallinen, finnischer Komponist
- 1935: Albert von Schirnding, deutscher Lyriker, Erzähler, Essayist und Literaturkritiker
- 1936: John Archer, englischer Fußballtorhüter
- 1936: Jerzy Maksymiuk, polnischer Dirigent und Filmkomponist
- 1936: Valerie Solanas, US-amerikanische Feministin
- 1936: Frauke Stein, deutsche Archäologin
- 1937: Leonid Barbijer, sowjetischer Schwimmer
- 1937: Barrington J. Bayley, britischer Schriftsteller
- 1937: Marek Walczewski, polnischer Schauspieler
- 1938: Wiktor Stepanowitsch Tschernomyrdin, russischer Politiker
- 1939: Ida Galli, italienische Schauspielerin

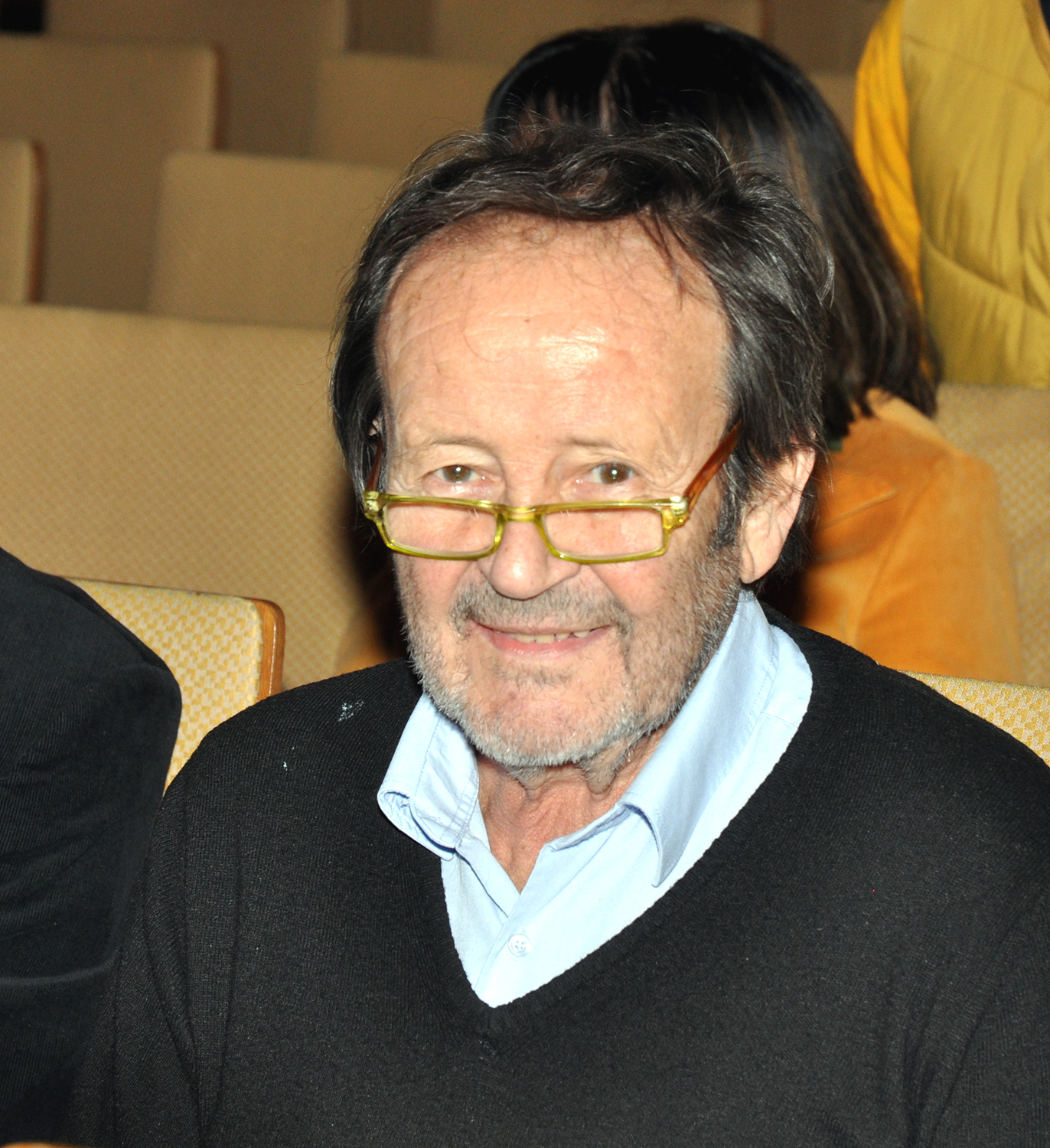
Gernot Roll (* 1939)

- 1939: Gernot Roll, deutscher Kameramann
- 1940: Hans Bankl, österreichischer Professor für pathologische Anatomie
- 1940: Hans-Joachim Reske, deutscher Leichtathlet und Olympiamedaillengewinner
- 1940: Gretel Schiener, deutsche Turnerin
- 1940: Waltraud Schmidt-Sibeth, deutsche Politikerin
- 1941: Amos Johnson, US-amerikanischer Autorennfahrer
- 1941: Hubert Münch, deutscher Fußballspieler und -trainer
- 1941: Karl Traub, deutscher Politiker, MdL
- 1942: Jürgen Hausmann, deutscher Jurist
- 1942: Margo Smith, US-amerikanische Country-Musikerin
- 1943: Wolfgang Back, deutscher Moderator und Redakteur
- 1944: Lars Norén, schwedischer Dramatiker
- 1944: Heinz-Joachim Rothenburg, deutscher Leichtathlet und Olympiateilnehmer
- 1944: Silvia Sommer, österreichische Komponistin und Pianistin
- 1944: Ludwig Stiegler, deutscher Politiker, MdB
- 1945: Steve Gadd, US-amerikanischer Schlagzeuger
- 1948: Claudio Ambrosini, italienischer Komponist
- 1948: Jaya Bachchan, indische Schauspielerin
- 1948: Lisa Hefendehl-Hebeker, deutsche Mathematikerin
- 1948: Theo Kobusch, deutscher Philosoph
- 1948: Bernard-Marie Koltès, französischer Dramatiker und Theaterregisseur

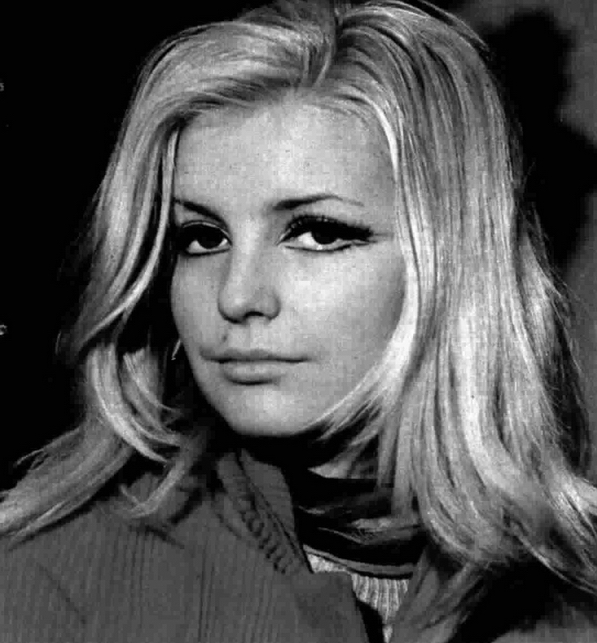
Patty Pravo (* 1948)

- 1948: Patty Pravo, italienische Popsängerin
- 1949: Sorcha Cusack, irische Schauspielerin
- 1950: Zbigniew Kicka, polnischer Boxer
- 1950: Wolfram Kuschke, deutscher Politiker, MdL
- 1950: Cassian Maria Spiridon, rumänischer Ingenieur, Dichter, Redakteur, Verleger

#### 1951–1975

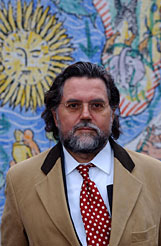
Stefan Szczesny (* 1951)

- 1951: Stefan Szczesny, deutscher Maler, Bildhauer und Fotograf, Vertreter der Neuen Wilden
- 1951: Andrzej Krzanowski, polnischer Komponist und Akkordeonist
- 1952: Magnar Åm (auch: Magnar Aam), norwegischer Komponist, Organist und Kantor
- 1952: Tony Burke, britischer Musikjournalist und Herausgeber
- 1952: Jerzy Szmajdziński, polnischer Verteidigungsminister
- 1953: Dominique Perrault, französischer Architekt
- 1953: Hal Ketchum, US-amerikanischer Country-Musiker
- 1953: Christine Van Broeckhoven, belgische Molekularbiologin und Politikerin
- 1954: Arnold Stadler, deutscher Schriftsteller
- 1954: Dennis Quaid, US-amerikanischer Schauspieler
- 1954: Eberhard Rösch, deutscher Biathlet
- 1954: Ilona Uhlíková, tschechoslowakische Tischtennisspielerin
- 1957: André Manoukian, französischer Jazzpianist und Komponist, Arrangeur und Produzent
- 1957: Severiano Ballesteros, spanischer Profigolfer
- 1959: Erik Veje Rasmussen, dänischer Handballspieler und -trainer
- 1959: Kiro Stojanov, mazedonischer Bischof
- 1960: Jaak Aab, estnischer Politiker
- 1961: Jean Aussanaire, französischer Jazzmusiker
- 1961: Andreas Meyer, Schweizer Manager
- 1961: Theresa Schopper, deutsche Politikerin, Ministerin für Kultus, Jugend und Sport des Landes Baden-Württemberg
- 1961: Robert Zoller, österreichischer Skirennläufer

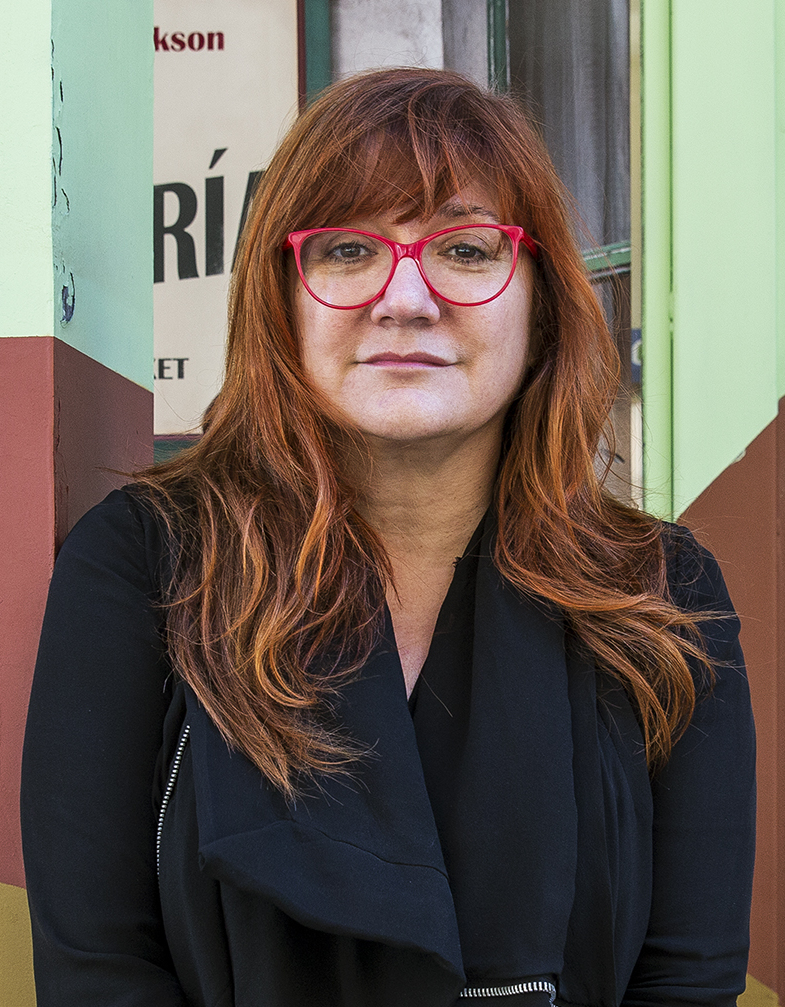
Isabel Coixet (* 1962)

- 1962: Isabel Coixet, spanische Filmregisseurin und Drehbuchautorin
- 1963: Andrea Thomas, deutsche Leichtathletin
- 1964: Sirkka Ausiku, namibische Politikerin
- 1964: Rob Awalt, US-amerikanischer American-Football-Spieler
- 1964: Gillian Gowers, englische Badmintonspielerin
- 1964: Margaret Peterson Haddix, US-amerikanische Autorin
- 1964: Michael Heath, US-amerikanischer Schwimmer
- 1964: Charles Jenkins jr., US-amerikanischer Sprinter
- 1964: Sören Kristensen, deutscher Politiker
- 1964: Norman Madhoo, guyanischer Dartspieler
- 1964: Dan Pearson, englischer Gartengestalter
- 1964: Mieczysław Szcześniak, polnischer Musiker
- 1964: Jill Teed, kanadische Schauspielerin
- 1964: Rick Tocchet, kanadischer Eishockeyspieler
- 1964: John Baptist Yang Xiaoting, chinesischer römisch-katholischer Bischof
- 1965: Daniel Messina, argentinischer Schlagzeuger und Komponist

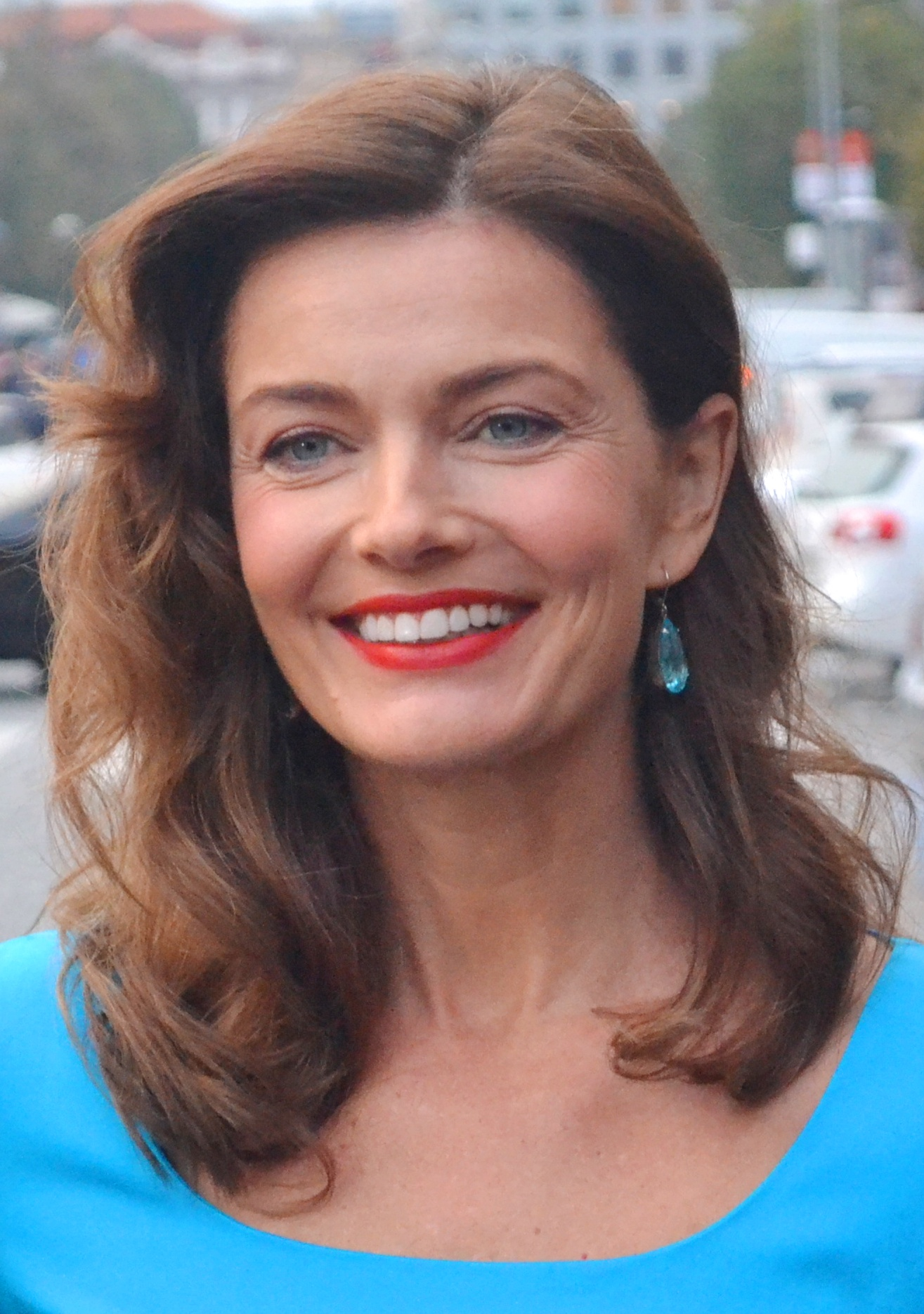
Paulina Porizkova (* 1965)

- 1965: Paulina Porizkova, tschechisch-US-amerikanisches Fotomodell und Schauspielerin
- 1966: Patrick Elias, Schweizer Schauspieler
- 1966: Thomas Doll, deutscher Fußballspieler und -trainer
- 1966: Cynthia Nixon, US-amerikanische Schauspielerin
- 1966: Joachim Steyer, deutscher Politiker
- 1967: Susanne Gaensheimer, deutsche Kunsthistorikerin und Kuratorin
- 1968: Alexandra Karastoyanova-Hermentin, österreichische Komponistin und Pianistin
- 1968ː Heike Schweitzer, deutsche Juristin und Hochschullehrerin
- 1968: Christophe Schweizer, Schweizer Jazzposaunist und Bandleader
- 1969: Linda Kisabaka, deutsche Leichtathletin, Olympiamedaillengewinnerin
- 1971: Karina Kraushaar, deutsche Fernsehschauspielerin
- 1971: Jacques Villeneuve, kanadischer Rennfahrer, Formel-1-Weltmeister
- 1972: Alain Berset, Schweizer Politiker
- 1972: Željko Rebrača, serbischer Basketballspieler
- 1973: Andreas Schwab, deutscher Politiker, MdEP
- 1973: Bart Goor, belgischer Fußballspieler
- 1973: Sergei Alexandrowitsch Konowalow, russischer Biathlet
- 1973: Speranza Scappucci, italienische Dirigentin und Pianistin
- 1974: David Casteu, französischer Endurorennfahrer
- 1974: Jenna Jameson, US-amerikanische Pornodarstellerin
- 1975: Frank Stippler, deutscher Autorennfahrer
- 1975: Robbie Fowler, englischer Fußballspieler
- 1975: Bertine Zetlitz, norwegische Popsängerin

#### 1976–2000
- 1976: Serena Auñón, US-amerikanische Astronautin
- 1976: Lars Rasmussen, dänischer Handballspieler
- 1976: Blayne Weaver, US-amerikanischer Schauspieler, Drehbuchautor, Filmregisseur und -produzent
- 1977: Gerard Way, US-amerikanischer Sänger
- 1978: Jorge Andrade, portugiesischer Fußballspieler
- 1978: Verena Mundhenke, deutsche Schauspielerin, Filmregisseurin und Model
- 1978: Vesna Pisarović, kroatische Sängerin und Komponistin
- 1978: Rachel Stevens, britische Sängerin und Songschreiberin
- 1979: Ben Silverstone, britischer Schauspieler
- 1979: Katsumi, französische Pornodarstellerin
- 1979: Kevin Burleson, US-amerikanischer Basketballspieler
- 1979: Mario Matt, österreichischer Skirennläufer
- 1979: Keshia Knight Pulliam, US-amerikanische Schauspielerin
- 1979: Mark Seibert, deutscher Musicaldarsteller

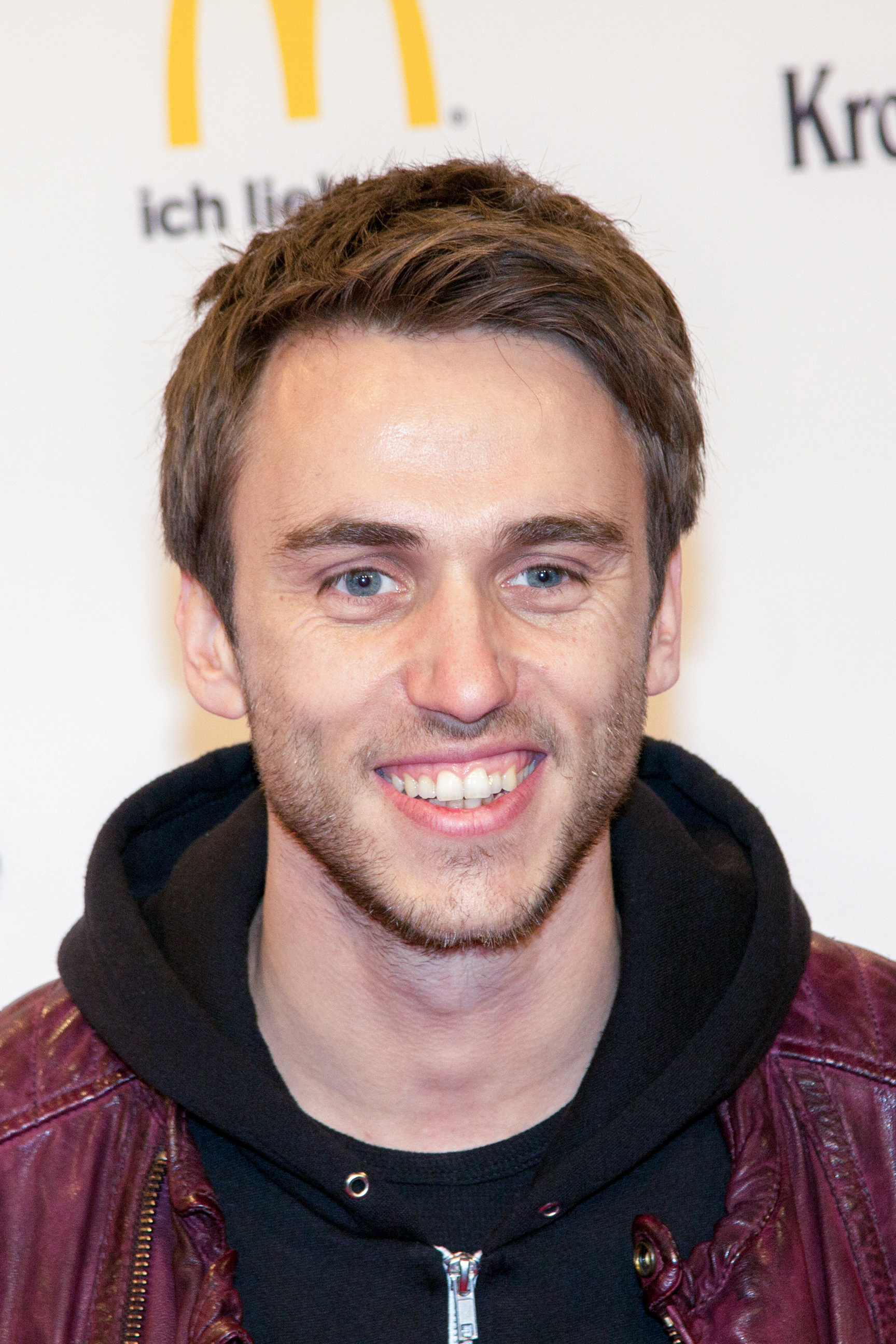
Clueso (* 1980)

- 1980: Clueso, deutscher Sänger, Rapper, Songwriter und Produzent
- 1980: Luciano Galletti, argentinischer Fußballspieler
- 1980: Albert Hammond jr., US-amerikanischer Musiker
- 1980: Lee Yo-won, südkoreanische Schauspielerin
- 1980: Rachel Specter, US-amerikanische Schauspielerin
- 1981: Moran Atias, israelische Fernseh- und Filmschauspielerin
- 1981: Ireneusz Jeleń, polnischer Fußballspieler
- 1981: Andrea Micheletti, italienischer Dartspieler
- 1981ː Christina Pedersen, norwegische Fußballschiedsrichterin
- 1981: Matthias Schriefl, deutscher Jazztrompeter, Multiinstrumentalist und Komponist
- 1982: Christina Karnicnik, österreichische Schauspielerin und Moderatorin
- 1982: Ivo Töllner, deutscher Handballspieler
- 1983: Lukáš Dlouhý, tschechischer Tennisspieler
- 1983: Thomas Reinmann, Schweizer Fußballspieler
- 1983: Dawit Tschutlaschwili, georgischer Schriftsteller
- 1984: Donnie O’Sullivan, deutsch-irischer Moderator, Fernsehautor und Musikproduzent

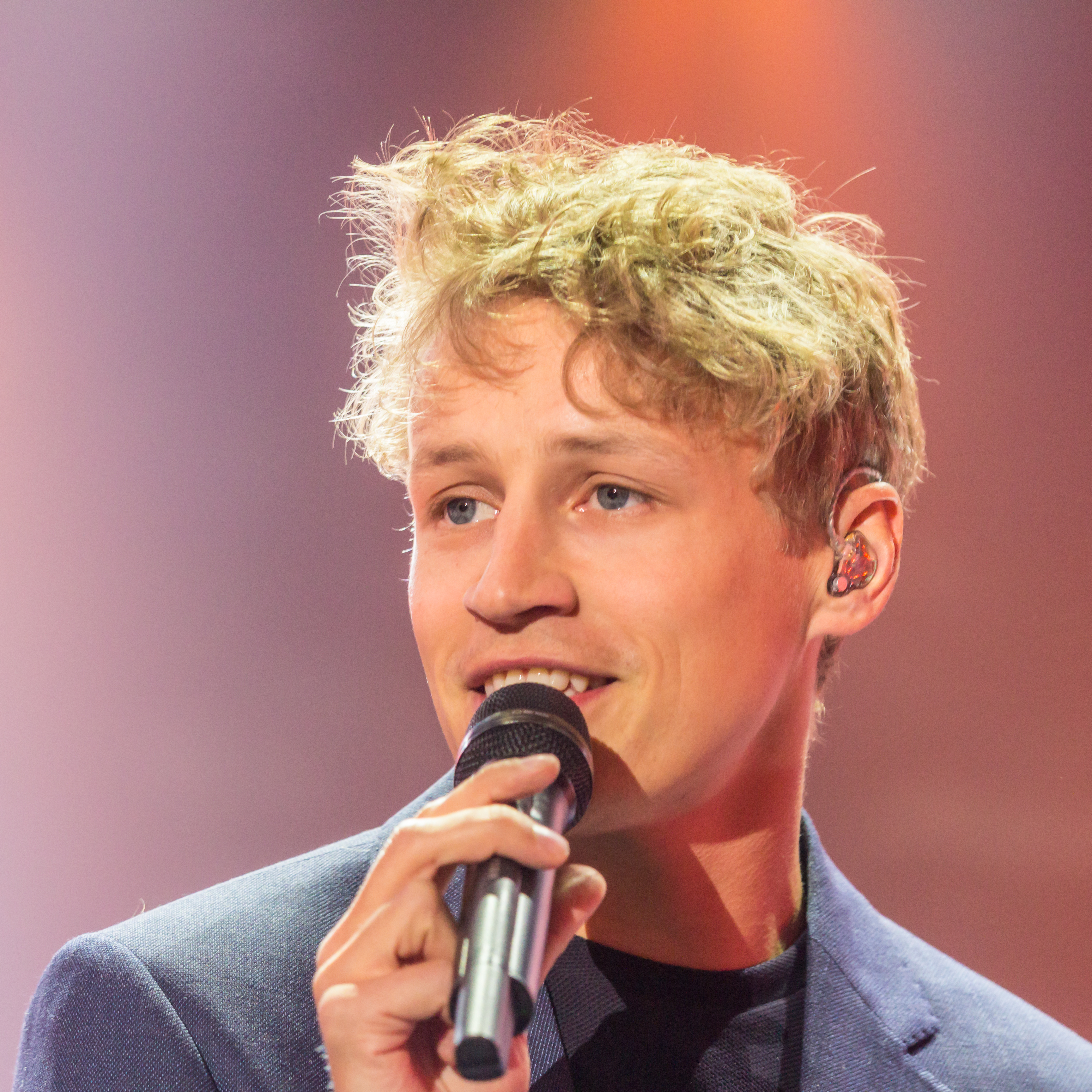
Tim Bendzko (* 1985)

- 1985: Tim Bendzko, deutscher Singer-Songwriter
- 1985: Arseni Sergejewitsch Bondarew, russischer Eishockeyspieler
- 1985: Antonio Nocerino, italienischer Fußballspieler
- 1985: David Zauner, österreichischer Skispringer und Nordischer Kombinierer
- 1986: Mirna Jukić, kroatisch-österreichische Schwimmerin
- 1986: Leighton Meester, US-amerikanische Schauspielerin und Sängerin
- 1987: Blaise Matuidi, französischer Fußballspieler
- 1987: Jesse McCartney, US-amerikanischer Schauspieler und Musiker
- 1987: Juliane Maier, deutsche Fußballspielerin
- 1987: Evander Sno, niederländischer Fußballspieler
- 1989: Lucas Castro, argentinischer Fußballspieler
- 1989: Isaka Cernak, australischer Fußballspieler
- 1989: Christopher Pittman, US-amerikanischer Mörder
- 1990: Matías Abero, uruguayischer Fußballspieler
- 1990: Emma Augier de Moussac, tschechische Springreiterin
- 1990: Kim Kulig, deutsche Fußballspielerin
- 1990: Florian Riedel, deutscher Fußballspieler

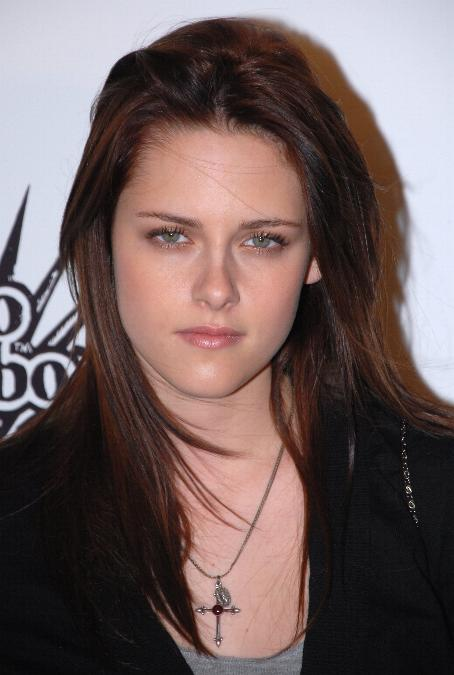
Kristen Stewart (* 1990)

- 1990: Kristen Stewart, US-amerikanische Schauspielerin und Sängerin
- 1991: Gai Assulin, israelischer Fußballspieler
- 1991: Ayami Ōishi, japanische Ruderin
- 1991: 3Plusss, deutscher Rapper
- 1991: Axel Pons, spanischer Motorradrennfahrer
- 1991: Alexander Ring, finnischer Fußballspieler
- 1993: Tobias Ahrens, deutscher Fußballspieler
- 1994: Claude Gonçalves, portugiesisch-französischer Fußballspieler
- 1994: Mona Khaled, ägyptische Schachspielerin
- 1994: Joey Pollari, US-amerikanischer Schauspieler
- 1996: Ida Šimunčić, kroatische Leichtathletin
- 1996: Giovani Lo Celso, argentinischer Fußballspieler
- 1997: Luis Arráez, venezolanischer Baseballspieler
- 1997: Domiziana, deutsch-italienische Musikerin
- 1997: Annie Lindh, schwedische Biathletin
- 1998: Elle Fanning, US-amerikanische Schauspielerin
- 1999: Isaac Hempstead-Wright, britischer Schauspieler
- 1999: Lil Nas X, US-amerikanischer Rapper
- 1999: Lidia Žurauskaitė, russisch-litauische Biathletin
- 2000: Jackie Evancho, US-amerikanische Mezzosopranistin

### 21. Jahrhundert
- 2001: Iossif Aschotowitsch Abramow, russischer Billardspieler
- 2003: Oliwia Szmigiel, polnische Badmintonspielerin

## Gestorben

### Vor dem 18. Jahrhundert
- 0092: Yuan An, chinesischer Politiker
- 0491: Zenon, byzantinischer Kaiser
- 0527: Keitai, Kaiser von Japan
- 0715: Konstantin I., Papst

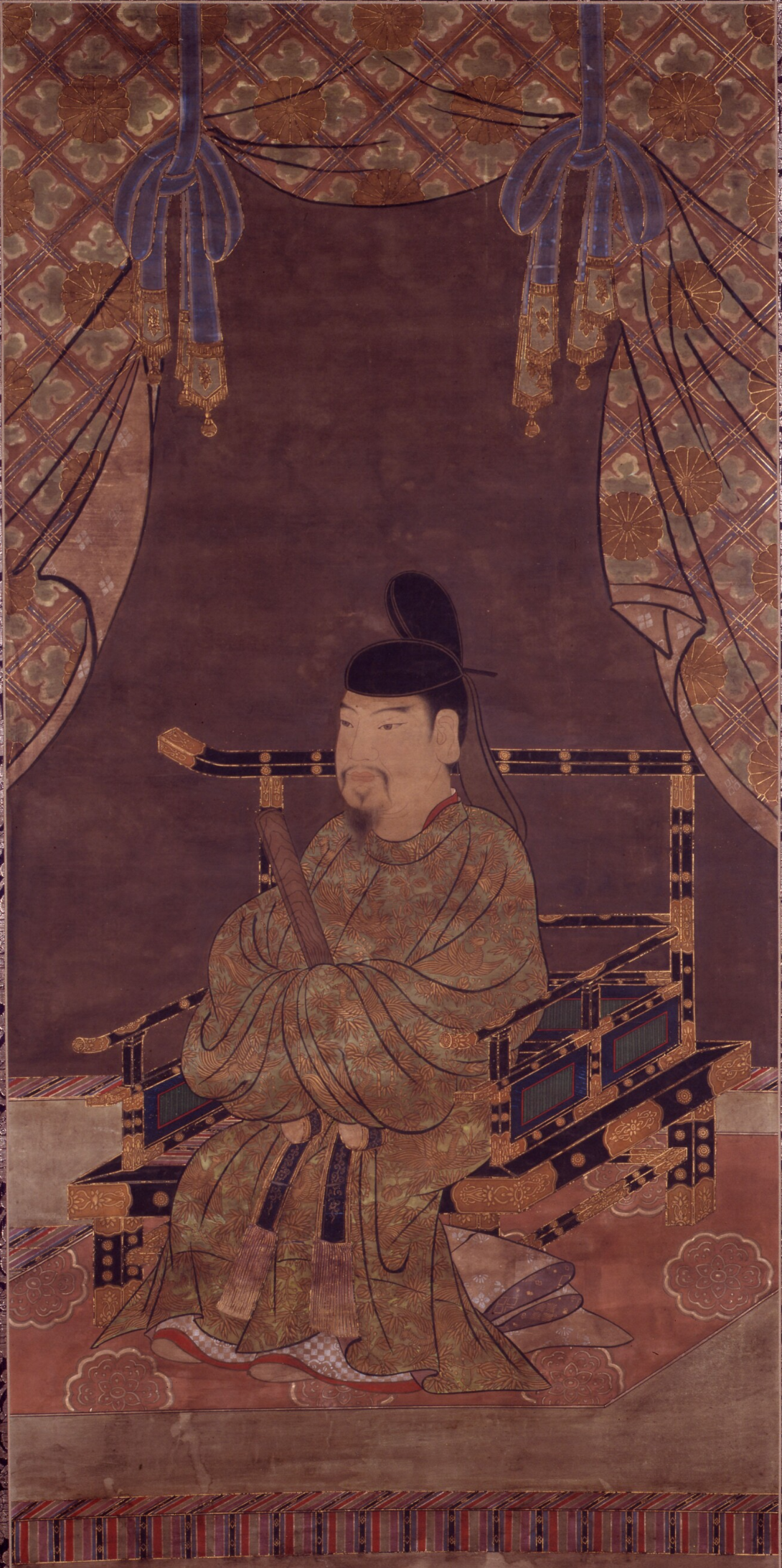
Kammu († 806)

- 0806: Kammu, 50. Kaiser von Japan
- 1024: Benedikt VIII., Papst
- 1137: Wilhelm X., letzter Herzog von Aquitanien
- 1147: Konrad von Abensberg, Reformer von Augustinerklöstern und Erzbischof von Salzburg
- 1241: Heinrich II. „der Fromme“, Herzog von Breslau und Polen
- 1241: Andreas Wrbna-Freudenthal, schlesischer Adliger
- 1248: Hugo I. von Châtillon, Graf von Blois und Dunois sowie Herr von Guise
- 1283: Margrete Aleksandersdotter, norwegische Königin
- 1290: Winrich, Abt des Zisterzienserklosters Ebrach
- 1302: Konstanze, Königin von Aragonien und Sizilien
- 1327: Walter Stewart, 6. High Steward of Scotland, schottischer Adeliger
- 1334: Heinrich Wogenap, Bischof von Ermland
- 1346: Ralph Ufford, englischer Ritter
- 1347: Wilhelm von Ockham, englischer Philosoph und Theologe
- 1414: Friedrich III. von Saarwerden, Erzbischof von Köln
- 1483: Eduard IV., englischer König
- 1484: Edward of Middleham, Herzog von Cornwall und Prince of Wales
- 1553: François Rabelais, Schriftsteller der französischen Renaissance
- 1557: Mikael Agricola, finnischer Theologe und Reformator
- 1567: Johann I., Graf von Waldeck
- 1591: Aemilia von Sachsen, Frau des Ansbacher Markgrafen Georg des Frommen
- 1607: Eleonore von Preußen, Kurfürstin von Brandenburg
- 1613: Johannes Caselius, deutscher Humanist, Jurist und Philologe
- 1616: Jacob Lucius der Jüngere, deutscher Buchdrucker

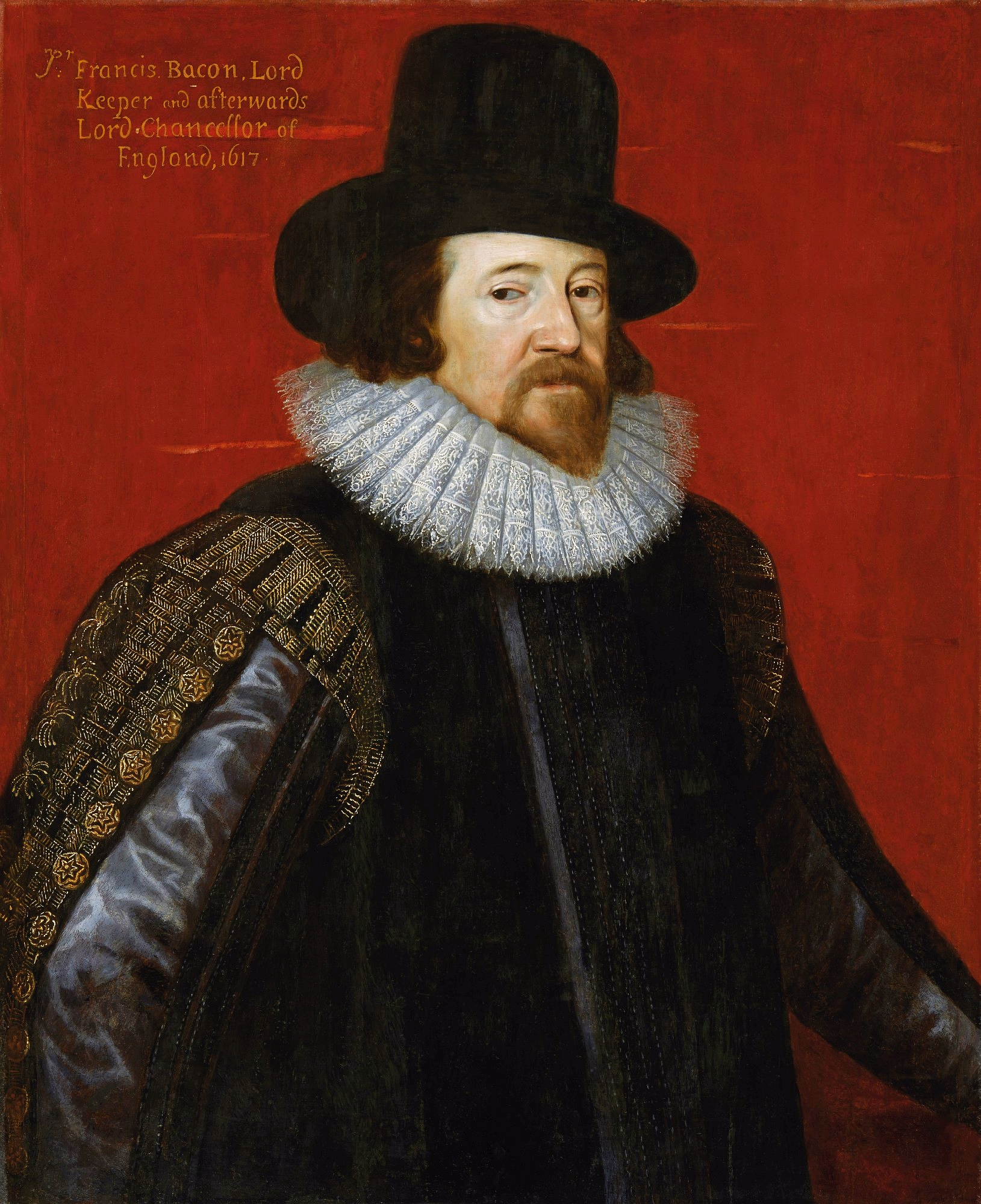
Francis Bacon († 1626)

- 1626: Francis Bacon, englischer Philosoph, Staatsmann, Autor und als Wissenschaftler Wegbereiter des Empirismus
- 1671: Tilemann Olearius, deutscher lutherischer Theologe und Philologe
- 1693: Roger de Bussy-Rabutin, französischer General und Schriftsteller

### 18. Jahrhundert
- 1702: Karl Ferdinand von Waldstein, k.k. Gesandter, Oberstkämmerer und Träger des Goldenen Vließ
- 1703: Johann Balthasar Moscherosch, deutscher Romanist und Bibliothekar
- 1707: Jean Gallois, französischer Gelehrter und Geistlicher
- 1712: Giuseppe Archinto, italienischer Kardinal
- 1716: Andreas Wolff, deutscher Maler
- 1719: Gustav Heinrich von Müller, schwedischer Freiherr, Gesandter und Hofkanzler
- 1722: Charles Spencer, 3. Earl of Sunderland, englischer Politiker und Staatsmann
- 1727: Thomas von Westen, norwegischer Missionar
- 1731: Robert Benson, 1. Baron Bingley, englischer Staatsmann
- 1732: Johann Franz Born, deutscher Stifter, Ratsherr und Domherr
- 1747: Georg Heinrich von Borcke, preußischer Generalleutnant
- 1747: Simon Fraser, 11. Lord Lovat, schottischer Clanführer
- 1747: Leopold I., Fürst von Anhalt-Dessau sowie preußischer Heerführer und Militärreformer
- 1751: Luise Sophie von Hanau, Gräfin von Nassau-Ottweiler
- 1752: Lukas von Breda, schwedischer Maler
- 1754: Adam Friedrich Brand von Lindau, kursächsischer General
- 1754: Christian von Wolff, deutscher Universalgelehrter und Philosoph
- 1764: Marco Benefial, römischer Maler
- 1765: Marie Luise von Hessen-Kassel, Fürstin von Nassau-Dietz und Prinzessin von Oranien, Statthalterin von Friesland, Groningen und Drenthe
- 1767: Johann Georg Meindl, bayerischer Freiheitskämpfer, einer der Anführer der Bayerischen Volkserhebung
- 1768: Sarah Fielding, englische Schriftstellerin und Übersetzerin
- 1772: Johann Joseph Resler österreichischer Bildhauer
- 1779: Antonio María de Bucareli y Ursúa, spanischer Offizier, Kolonialverwalter und Vizekönig von Neuspanien
- 1786: Ferdinand Christoph von Waldburg-Zeil, Fürstbischof von Chiemsee (* 1719)
- 1790: Nicolas-Sylvestre Bergier, französischer Theologe und Apologet
- 1793: Andreas Battier, Schweizer evangelischer Geistlicher
- 1796: Friedrich Albrecht, Fürst von Anhalt-Bernburg
- 1798: Josef Friedrich Wilhelm, Fürst von Hohenzollern-Hechingen

### 19. Jahrhundert
- 1804: Jacques Necker, Schweizer Bankier und Finanzminister unter Ludwig XVI.
- 1806: Johann Ernst Schulz, deutscher evangelischer Theologe
- 1807: Johann Friedrich Fritze, deutscher Mediziner und Hochschullehrer
- 1810: Alessandro Malaspina di Mulazzo, italienischer Adliger und Seefahrer in spanischen Diensten
- 1814: Johann Gottlieb Schaller, deutscher Naturforscher
- 1820: Angelo Anelli, italienischer Librettist und Schriftsteller

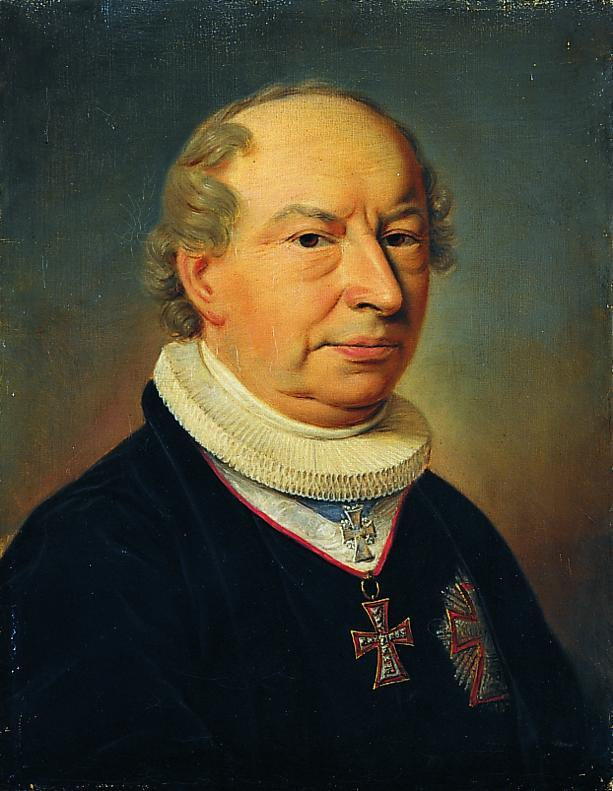
Friedrich Münter († 1830)

- 1830: Friedrich Münter, deutscher evangelischer Theologe und Bischof in dänischen Diensten
- 1831: Paul Usteri, Schweizer Publizist und Politiker
- 1837: Domenico Quaglio, deutscher Architekturmaler der Romantik, Theatermaler, Lithograf und Radierer
- 1847: Jan Paweł Lelewel, polnischer Ingenieuroffizier, Freiheitskämpfer und Architekt
- 1850: William Prout, britischer Mediziner und Chemiker
- 1854: Antoine Jay, französischer Jurist und Schriftsteller
- 1858: Joseph Karl Stieler, deutscher Maler
- 1873: Charles Allston Collins, englischer Maler und Schriftsteller
- 1875: Johann Karl Erler der Jüngere, evangelischer Theologe
- 1875: Friedrich Albert von Schultze, deutscher Forstbeamter
- 1882: Dante Gabriel Rossetti, britischer Maler
- 1886: Joseph Victor von Scheffel, deutscher Schriftsteller und Dichter
- 1889: Eugène Chevreul, französischer Chemiker
- 1889: Andrew Charles Elliott, kanadischer Politiker
- 1893: Charles E. Burchfield, US-amerikanischer Maler
- 1893: Auguste von Hardenberg, Präsidentin der vierten Abteilung des badischen Frauenvereins
- 1896: Gustav Körner, deutsch-US-amerikanischer Jurist und Staatsmann
- 1897: Friedrich Georg von Bunge, deutsch-baltischer Rechtshistoriker, Begründer der baltischen Rechtsgeschichte

### 20. Jahrhundert

#### 1901–1950
- 1903: Alexander Reinhold Bohnstedt, deutscher Pädagoge und Botaniker
- 1904: Isabella II., Königin von Spanien
- 1905: Sarah Chauncey Woolsey, amerikanische Kinderbuchautorin
- 1905: Frederic Thesiger, 2. Baron Chelmsford, britischer General und Oberbefehlshaber der Briten im Zulukrieg

Gottfried Strasser († 1912)

- 1912: Gottfried Strasser, Schweizer Pfarrer und Dichter
- 1913: Henriette Hertz, deutsche Mäzenin und Kunstsammlerin
- 1916: Wilhelm Sauer, deutscher Orgelbauer
- 1918: Niko Pirosmani, georgischer Maler
- 1919: Emil Schallopp, deutscher Schachmeister
- 1920: Moritz Cantor, deutscher Mathematikhistoriker
- 1925: Fritz Baedeker, deutscher Verleger
- 1925: Johannes Mayerhofer, österreichischer Künstler und Autor
- 1925ː Agnes Steiner, deutsche Malerin
- 1929: Wilhelm Busch, deutscher Instrumentenbauer
- 1931: Friedrich Ackermann, deutscher Politiker
- 1931: Paul Vidal, französischer Komponist

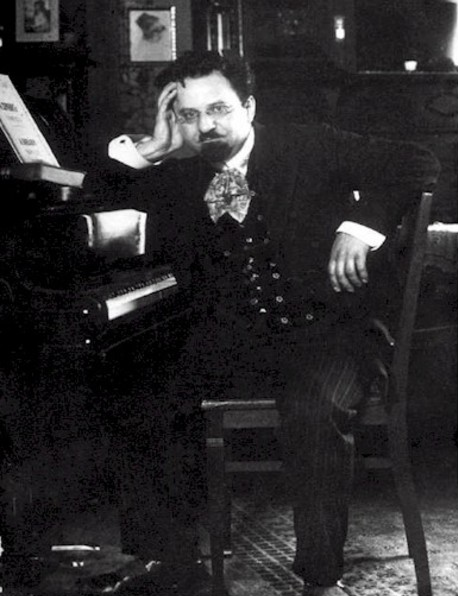
Sigfrid Karg-Elert († 1933)

- 1933: Sigfrid Karg-Elert, deutscher Komponist, Musiktheoretiker, Musikpädagoge, Pianist, Organist und Harmoniumspieler
- 1934: Gustav Aufschläger, deutscher Sprengstoffchemiker und Unternehmensführer
- 1934: Oskar von Miller, deutscher Ingenieur und Begründer des Deutschen Museums
- 1934: Rudolf Koch, deutscher Kalligraf, Typograf und Lehrer
- 1935: Frank C. Archibald, US-amerikanischer Jurist und Politiker
- 1936: Ferdinand Tönnies, deutscher Soziologe, Nationalökonom und Philosoph
- 1937: Friedrich Bödeker, deutscher Botaniker
- 1937: Josef Lohner, deutscher Motorradrennfahrer
- 1938: Paul Mebes, deutscher Architekt und Architekturtheoretiker
- 1940: Jean Verdier, französischer Erzbischof von Paris und Kardinal
- 1942: Ella Iranyi, österreichische Malerin, Opfer der Shoa
- 1942: Paula Santa, Opernsängerin und Gesangspädagogin, Opfer der Shoa
- 1943: James Ashcroft, englischer Fußballtorhüter

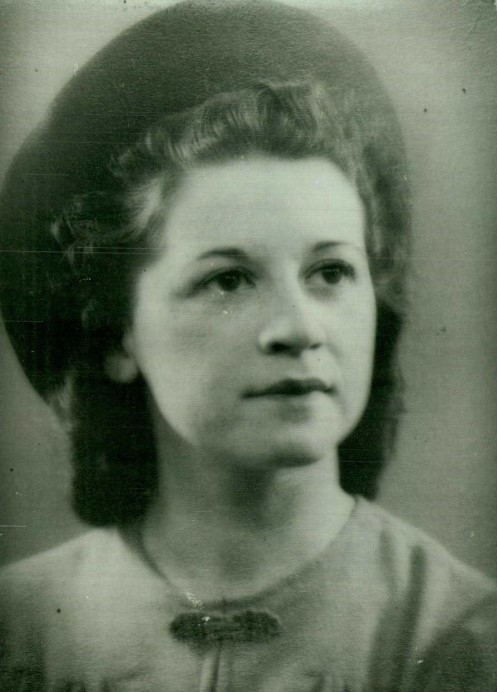
Helena Elisabeth Goudeket († 1943)

- 1943: Helena Elisabeth Goudeket, niederländische Malerin, Opfer der Shoa
- 1943: Alfred von Soden, deutscher Generalleutnant
- 1944: Bolesław Wallek-Walewski, polnischer Komponist, Dirigent und Musikpädagoge
- 1945: Otto Antonius, österreichischer Zoologe und Paläontologe

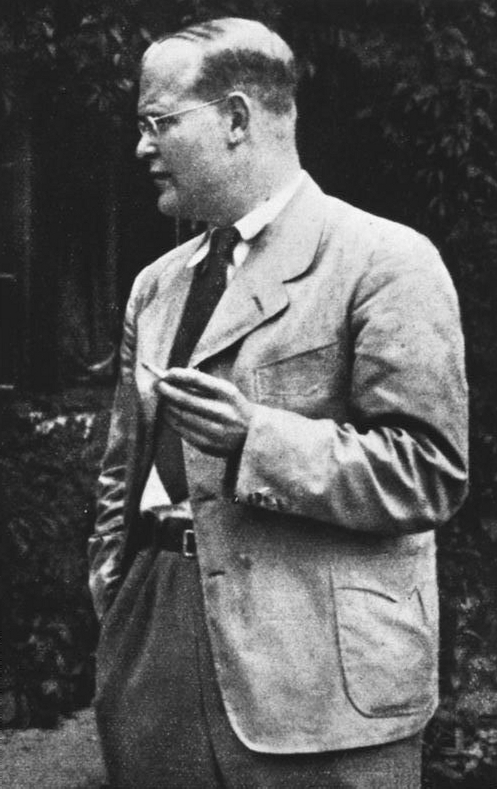
Dietrich Bonhoeffer
(† 1945)

- 1945: Dietrich Bonhoeffer, deutscher evangelisch-lutherischer Theologe der Bekennenden Kirche, Widerstandskämpfer und Opfer des Nationalsozialismus

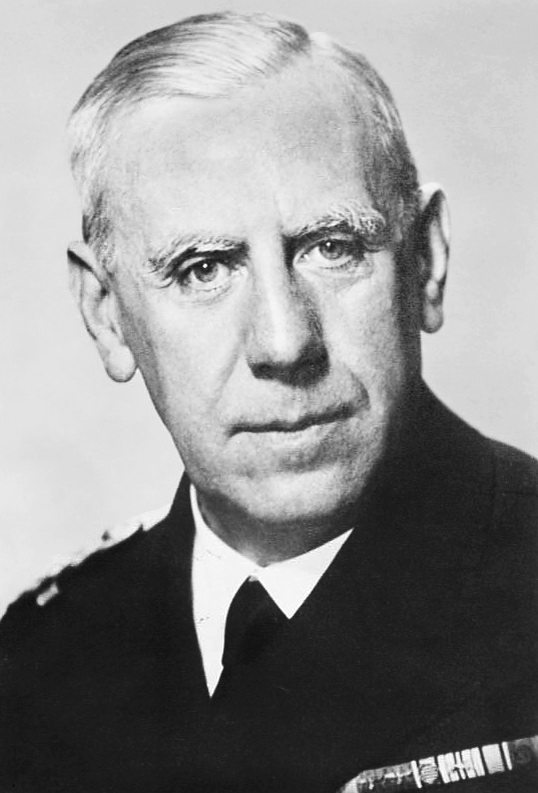
Wilhelm Canaris
(† 1945)

- 1945: Wilhelm Canaris, deutscher Admiral und Widerstandskämpfer gegen den Nationalsozialismus
- 1945: Hans von Dohnanyi, deutscher Jurist und Widerstandskämpfer gegen den Nationalsozialismus
- 1945: Georg Elser, deutscher Widerstandskämpfer gegen den Nationalsozialismus und Bombenattentäter auf Adolf Hitler
- 1945: Theodor Haecker, deutscher Schriftsteller, Kulturkritiker und Übersetzer, Vertreter des geistigen Widerstandes gegen den Nationalsozialismus

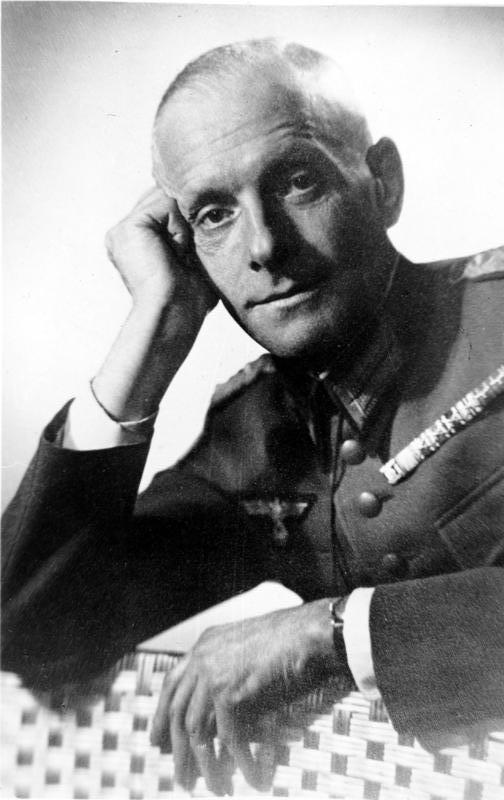
Hans Oster
(† 1945)

- 1945: Hans Oster, deutscher General und Widerstandskämpfer gegen den Nationalsozialismus
- 1945: Auguste van Pels, deutsch-niederländisches Opfer des Holocaust
- 1945: Karl Sack, deutscher Richter am Reichskriegsgericht, Mitwisser des Attentats vom 20. Juli 1944
- 1947: Heddi Hirsch, österreichische Textil- und Modedesignerin, Illustratorin
- 1947: Carmen Mory, Schweizer Gestapo-Agentin, Blockälteste im KZ Ravensbrück
- 1947: Konrad Friedrich Noetel, deutscher Komponist
- 1950: Cemil Cem, türkischer Karikaturist und Herausgeber

#### 1951–2000
- 1952: Carl Friedemann, deutsch-schweizerischer Komponist, Dirigent und Musiker
- 1953: Emile Aerts, belgischer Bahnradsportler

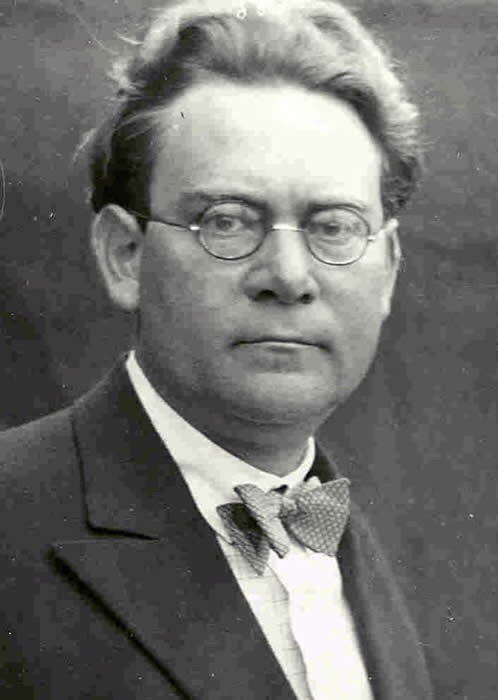
Hans Reichenbach († 1953)

- 1953: Hans Reichenbach, deutsch-US-amerikanischer Physiker, Philosoph und Logiker
- 1955: Alexei Iwanowitsch Abrikossow, sowjetischer Pathologe
- 1956: Luigi Gibezzi, italienischer Ingenieur, Fußballspieler und -funktionär
- 1959: George Amick, US-amerikanischer Autorennfahrer
- 1959: Charles Borel-Clerc, französischer Komponist
- 1959: Henri-Pierre Roché, französischer Schriftsteller
- 1959: Frank Lloyd Wright, US-amerikanischer Architekt
- 1960: Arthur Benjamin, australischer Komponist
- 1961: Ahmet Zogu, albanischer König
- 1963: Xul Solar, argentinischer Maler
- 1965: Albert Meyer, US-amerikanischer Priester und Theologe, Erzbischof von Chicago und Kardinal

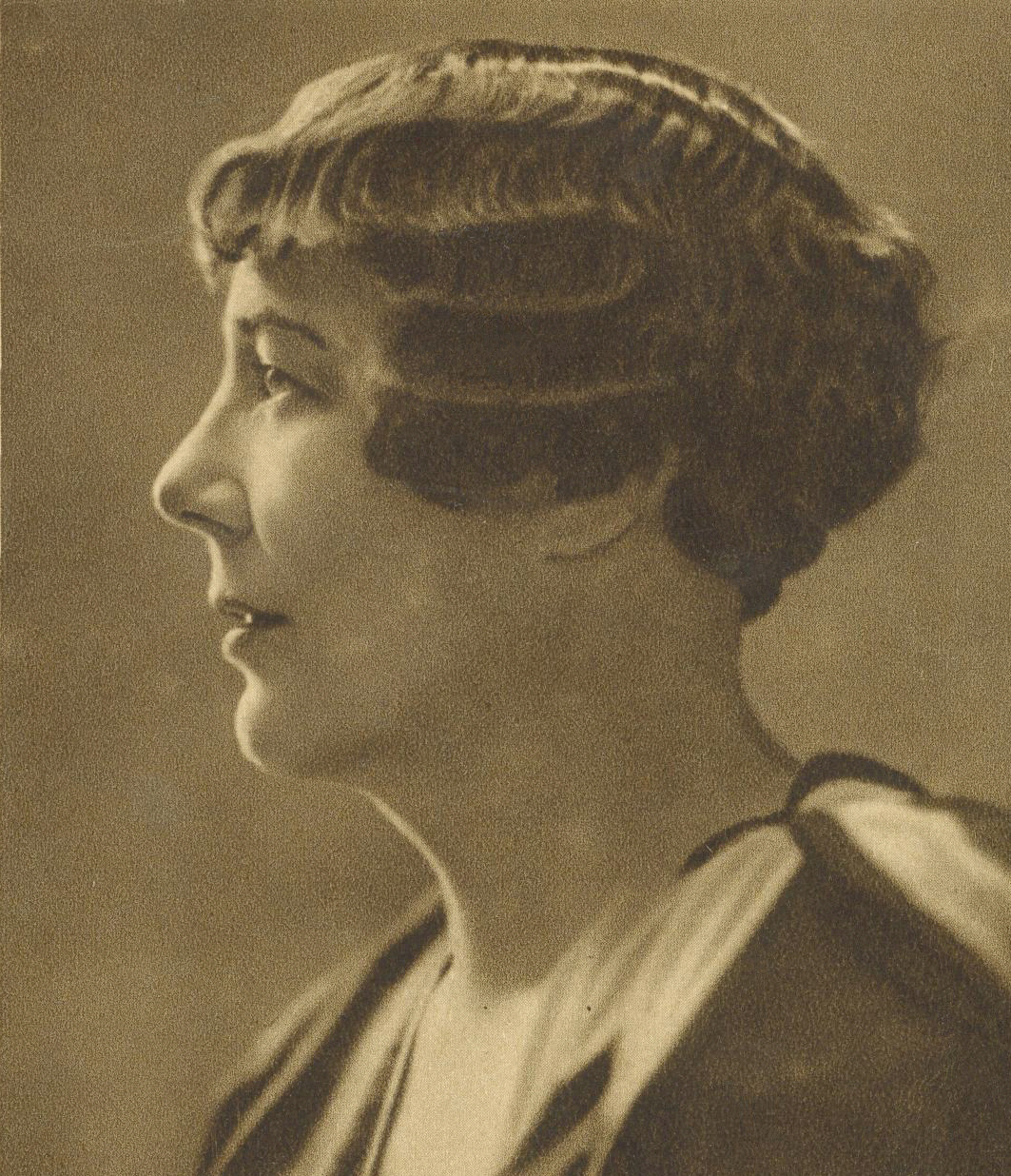
Zofia Kossak-Szczucka († 1968)

- 1968: Zofia Kossak-Szczucka, polnische Schriftstellerin, Widerstandskämpferin und Initiatorin der Żegota
- 1970: Rudolf Arzinger, deutscher Völkerrechtler und Jurist
- 1971: Luigi Piotti, italienischer Autorennfahrer
- 1972: John S. Battle, US-amerikanischer Politiker
- 1972: Saul Benjamin Robinsohn, deutscher Pädagoge
- 1976: Fritz Links, österreichischer Schauspieler und Synchronsprecher
- 1976: Alois Melichar, österreichischer Komponist und Dirigent
- 1976: Phil Ochs, US-amerikanischer Sänger
- 1976: Mushanokōji Saneatsu, japanischer Schriftsteller und Maler
- 1978: René Carol, deutscher Schlagersänger, Schauspieler und Entertainer
- 1981: Ludwig von Andok, deutscher Maler
- 1981: Christa Johannsen, deutsche Schriftstellerin

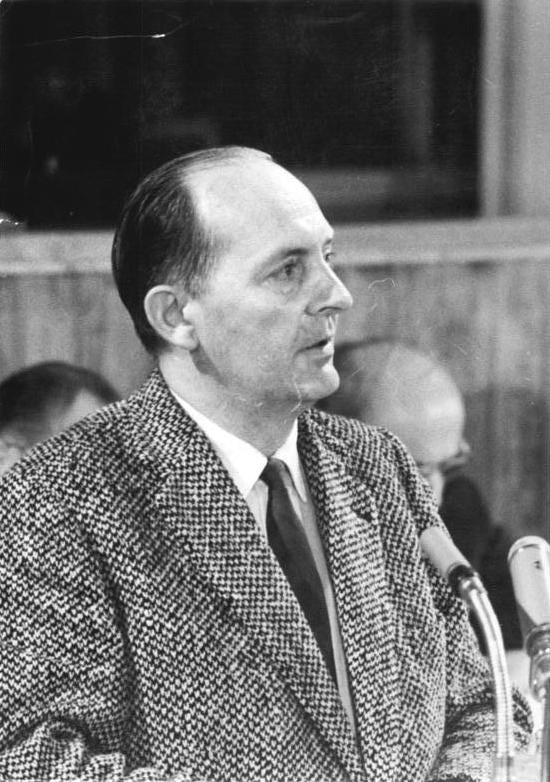
Robert Havemann († 1982)

- 1982: Robert Havemann, deutscher Chemiker und DDR-Regimekritiker
- 1982: Wilfrid Pelletier, kanadischer Dirigent und Pianist
- 1985: Willem Roelof Oege Goslings, niederländischer Mediziner
- 1985: Karl Neumann, deutscher Kinder- und Jugendschriftsteller
- 1986: Heinz Conrads, österreichischer Schauspieler
- 1986: Pamela Wedekind, deutsche Schauspielerin und Chansonsängerin
- 1986: Martin David, deutsch-niederländischer Rechtshistoriker des Orients und Papyrologe
- 1988: Brook Benton, US-amerikanischer Sänger und Komponist
- 1989: Friedrich Ritter, deutscher Geologe und Botaniker
- 1989: Albert Vigoleis Thelen, deutscher Schriftsteller und Übersetzer
- 1990: Mário Américo, brasilianischer Masseur
- 1990: Wolfgang Junker, deutscher Politiker, Minister für Bauwesen der DDR
- 1991: Maurice Binder, US-amerikanischer Filmschaffender
- 1991: Sixten Eckerberg, schwedischer Dirigent, Pianist und Komponist
- 1992: Theodor Schieffer, deutscher Historiker
- 1995: Oscar Heiler, deutscher Schauspieler und Komiker
- 1996: Richard Condon, US-amerikanischer Schriftsteller
- 1997: Yank Rachell, US-amerikanischer Blues-Musiker
- 1997: Johnny Hicks, US-amerikanischer Country-Musiker und Moderator
- 1998: John Tate, US-amerikanischer Boxer
- 1999: Ursula Schultze-Bluhm, deutsche Malerin
- 2000: Tony Cliff, britischer Sozialist

### 21. Jahrhundert
- 2001: Emil Carlebach, deutscher Widerstandskämpfer und Politiker, MdL
- 2002: Jean Estager, französischer Autorennfahrer
- 2002: Jürgen Hart, deutscher Kabarettist
- 2002: Stefan Kaminsky, deutscher Bankmanager
- 2002: Leopold Vietoris, österreichischer Mathematiker
- 2002: Pat Flaherty, US-amerikanischer Autorennfahrer
- 2003: Jorge Oteiza, spanischer Bildhauer und Maler
- 2004: Hannelore Valencak, österreichische Schriftstellerin
- 2004: Martin Rickelt, deutscher Schauspieler
- 2004: Sein Lwin, myanmarischer Militär und Politiker

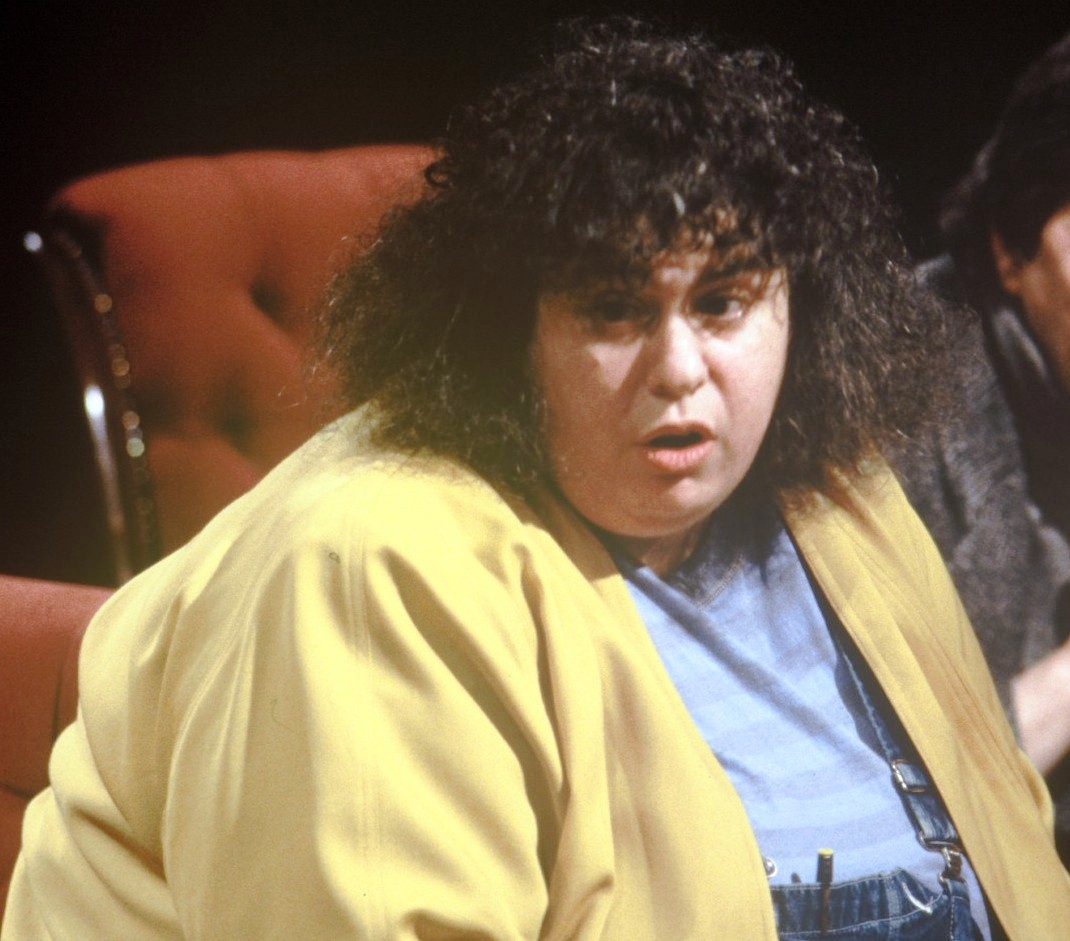
Andrea Dworkin († 2005)

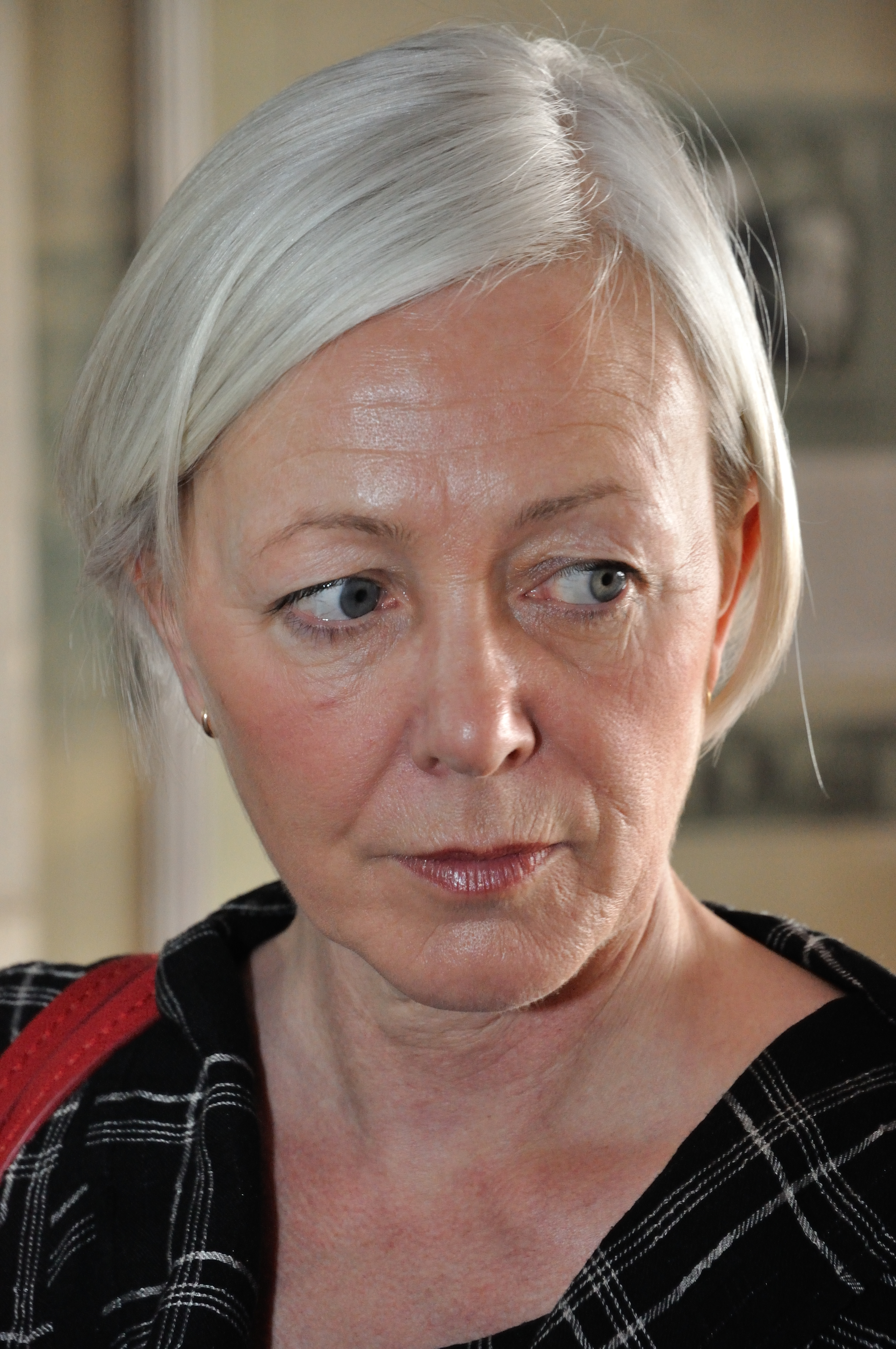
Moira Gemmill († 2015)

- 2005: Andrea Dworkin, US-amerikanische Feministin, Soziologin und Schriftstellerin
- 2005: Jerzy Grzegorzewski, polnischer Theaterregisseur
- 2005: Anton Heyboer, niederländischer Maler
- 2005: Elsbeth Janda, deutsche Autorin und Kleinkunst-Interpretin
- 2005: Jerrel Wilson, US-amerikanischer American-Football-Spieler
- 2006: Robin Orr, britischer Komponist
- 2006: Gordon Terry, US-amerikanischer Country-Musiker
- 2007: Egon Bondy, tschechischer Dichter und Philosoph
- 2007: Harry Rasky, kanadischer Dokumentarfilmproduzent und -regisseur
- 2008: Bengt Johansson, schwedischer Ringer
- 2009: Werner Adam, deutscher Journalist und Germanist
- 2010: Meinhardt Raabe, US-amerikanischer Schauspieler
- 2011: Sidney Lumet, US-amerikanischer Filmregisseur
- 2012: Carol Adams, US-amerikanische Tänzerin und Schauspielerin
- 2014: Friedrich Lotter, deutscher Historiker
- 2015: Hans Fricke, deutscher Widerständler
- 2015: Margaret Rule, britische Archäologin
- 2015ː Moira Gemmill, britische Architektin, Designerin und Museumsdirektorin
- 2016: Giselher W. Hoffmann, namibischer Schriftsteller
- 2016: Hans Luz, deutscher Landschaftsarchitekt
- 2017: Carme Chacón, spanische Politikerin
- 2017: Dieter Kottysch, deutscher Boxer, Olympiasieger
- 2018: Richard Daners, Schweizer Uhrmacher
- 2018: Christa Gottschalk, deutsche Schauspielerin
- 2019: Franz Stumpf, deutscher Politiker
- 2020: Ernst-Georg Schwill, deutscher Schauspieler
- 2020: Dmitri Nikolajewitsch Smirnow, russischer Komponist
- 2021: DMX, US-amerikanischer Rapper
- 2021: Bill Olson, US-amerikanischer Skispringer
- 2021: Philip, Duke of Edinburgh, britischer Prinzgemahl
- 2022: Michael Degen, deutscher Theater- und Filmschauspieler
- 2022: Inga Freidenfelds, australischer Basketballspieler
- 2023: Huub Oosterhuis, niederländischer Priester, Dichter und Liturgiereformer
- 2023: Regina Wollmann, römisch-katholische Ordensschwester und Äbtissin

## Feier- und Gedenktage
- Kirchliche Gedenktage
  - Dietrich Bonhoeffer, deutscher Theologe und Märtyrer (evangelisch und anglikanisch)
  - Hl. Waltraud von Mons, fränkische Adelige und Klostergründerin (katholisch)

- Namenstage
  - Waltraud

Weitere Einträge enthält die Liste von Gedenk- und Aktionstagen.